# Sayyid Shaykh al-Hadi

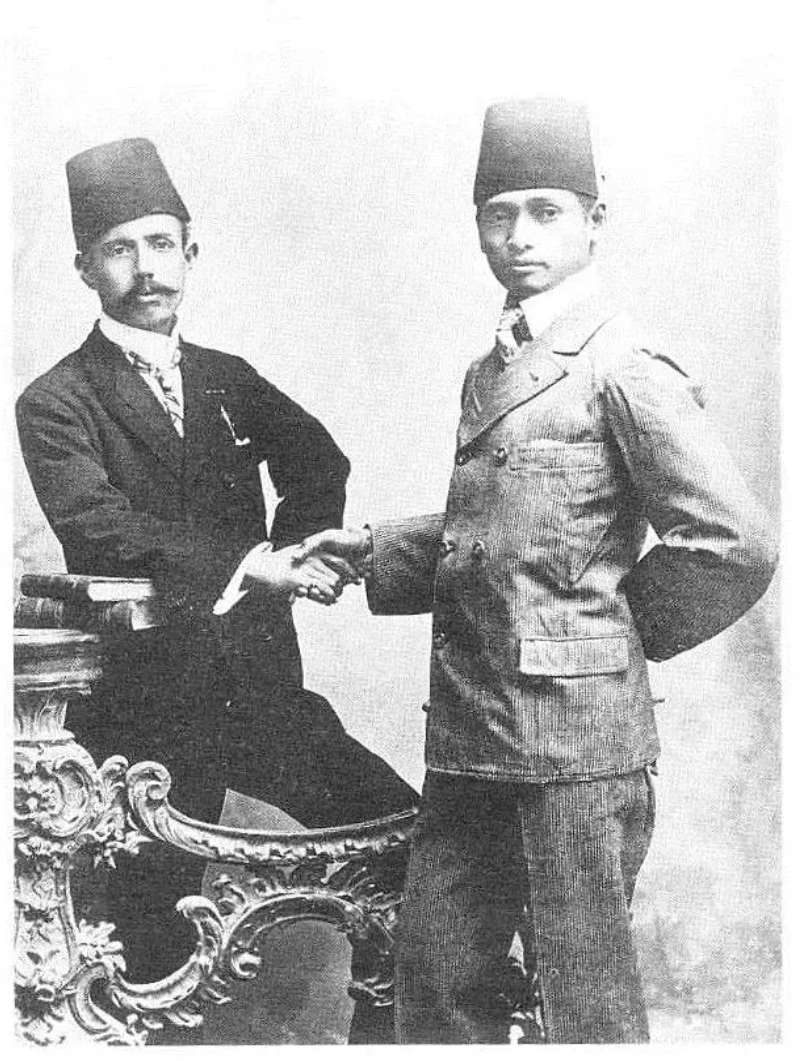
Sayyid Shaykh al-Hadi (links) zusammen mit Tengku Othman bin Abdur Rahman, dem Sohn des letzten Riau-Lingga-Sultans, bei ihrer Reise in den Nahen Osten um 1905

Al-Sayyid Shaykh bin Ahmad al-Hadi (Jawi السيد شيخ بن أحمد الهادي geboren am 22. November 1867 in Kampung Hulu, Malakka, gestorben am 20. Februar 1934 in Jelutong auf Penang), auch Syed Sheikh al-Hady geschrieben, war ein malaiisch-arabischer Unternehmer, Publizist und Schriftsteller in British Malaya, der zu den Pionieren der malaiischen Bildungs- und Nationalbewegung gehörte und sich für eine am Rationalismus orientierte Reform des Islams im Malaiischen Archipel einsetzte. Sayyid Shaykh war stark von den ägyptischen Modernisten Muhammad ʿAbduh (1849–1905) und Qāsim Amīn (1863–1908) beeinflusst und warb unter den malaiischen Muslimen für deren Ideen, insbesondere auch für ein modernes Frauenbild. Dafür gründete er mehrere Zeitschriften und Schulen und verfasste eine große Zahl von Artikeln und Büchern. Eine Besonderheit, die al-Hadi von anderen zeitgenössischen islamischen Reformgelehrten abhebt, ist sein Einsatz von Romanen als Mittel zur Propagierung islamischer Ideale. Da sein Liebesroman Hikayat Faridah Hanom („Die Geschichte der Farida Hanom“) als der erste malaiische Roman schlechthin gilt, wird al-Hadi auch „Vater des malaiischen Romans“ (Bapa novel Melayu) genannt. Als Modernist und Progressivist befürwortete Sayyid Shaykh auch die britische Kolonialherrschaft über Malaya und rief zur Gründung anglo-malaiischer Schulen auf.

## Abstammung
Sayyid Shaykh al-Hadi stammte väterlicherseits aus der arabischen Familie der Bā-ʿAlawī, deren ursprüngliche Heimat der Hadramaut ist. Die Bā-ʿAlawī sind Saiyids, also Nachkommen des Propheten Mohammed. Ein Vorfahre Sayyid Shaykhs war gegen Ende des 18. Jahrhunderts aus dem Hadramaut eingewandert und hatte sich in Malakka, einem der ältesten und wichtigsten malaiischen Häfen, niedergelassen. Sein Großvater Hasan ibn as-Saqqāf (auch al-Sagoff geschrieben), der bereits in Kampung Hulu, einem Stadtteil von Malakka, geboren war, hatte wie viele andere arabische Einwanderer eine einheimische malaiische Frau geheiratet. Aus der Ehe mit ihr ging 1837 Sayyid Shaykhs Vater Ahmad al-Hadi hervor. Dieser wurde später in der Landwirtschaft und im Handel tätig und heiratete 1858 Dhu l-Hiddscha, eine Frau aus der königlichen Familie von Malakka, mit der er fünf Kinder hatte. Die Familie besaß in der Nähe von Malakka Ländereien. Aufgrund seiner gemischten arabisch-malaiischen Abkunft wird Sayyid Shaykh al-Hadi der Gruppe der arabischen Peranakan zugeordnet.

## Leben
Sayyid Syeikhs frühe Jahre sind nicht gut dokumentiert, da er keine Autobiographie verfasst hat und auch kein Zeitgenosse darüber Informationen zusammengetragen hat. Die meisten Angaben zu dieser Zeit stammen aus zwei biographischen Abschnitten seines Sohnes Sayyid Alwi. Demnach wurde Sayyid Shaykh am 25. Radschab 1284 der Hidschra (= 22. November 1867) als viertes Kind seiner Eltern in Kampung Hulu, einem Stadtteil von Malakka, geboren. Seine vier Geschwister verstarben schon im Kindesalter.

### Auf Pulau Penyengat

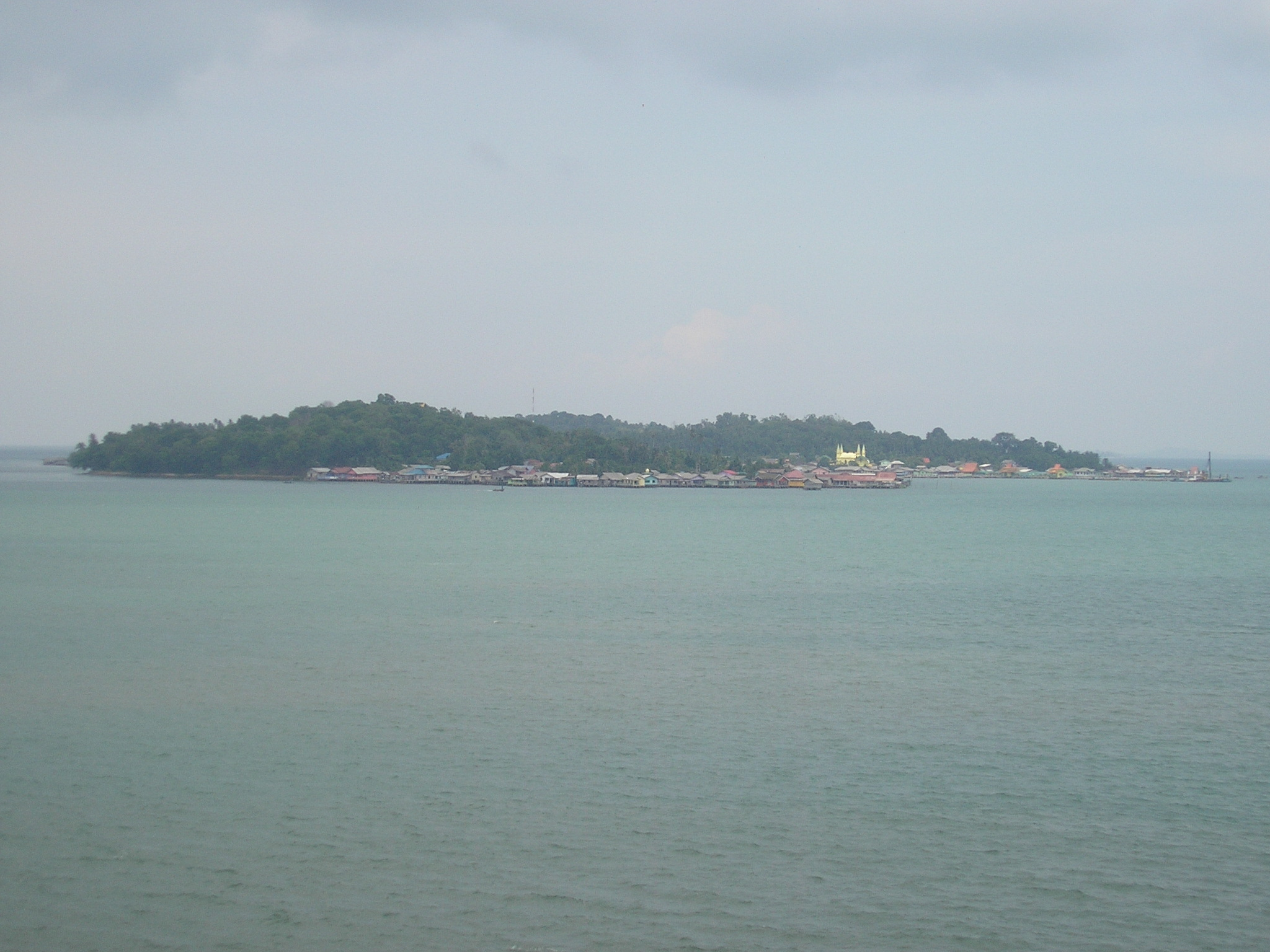
Pulau Penyengat heute

Um das Jahr 1874, als Sayyid Shaykh sieben Jahre alt war, zogen sein Vater und dessen Bruder Sayyid Muhammad von Malakka auf die zu den Riauinseln gehörende Penyengat-Insel, auf der damals die buginesischen Unter-Könige (Yamtuan Muda) des Riau-Lingga-Sultanats residierten. Die beiden Brüder hatten Beziehungen zum dortigen Herrscherhaus, denn ein Großonkel von Sayyid Shaykh hatte in deren Familie eingeheiratet. Sayyid Shaykh wurde hier durch Raja Haji Ali Kelana adoptiert. Er war der Sohn und designierte Nachfolger (Raja Muda) von Raja Muhammad Yusuf, dem damaligen Yamtuan Muda und Bruder von Sultan Abdul Rahman II. Sayyid Shaykh hat später in einem Artikel in Andenken an seinen Adoptivvater geschrieben, dass er die Gunst des Raja seit dem Alter von 15 Jahren erfahren habe. Dies deutet darauf hin, dass die Adoption durch ihn in diesem Alter erfolgt ist.
Nachdem Sayyid Shaykh die Grundlagen der malaiischen Sprache und der islamischen Glaubenslehren erlernt hatte, wurde er zusammen mit seinem Onkel Sayyid Muhammad für weitere Studien auf eine traditionelle religiöse Schule in Kuala Terengganu geschickt. Hier heiratete er ein Mädchen aus Terengganu und verbrachte viel Zeit mit der königlichen Familie, was deswegen möglich war, weil sein Onkel eng mit dem Sultan befreundet war. Für seine Studien interessierte er sich dagegen nur wenig. Nach ein oder zwei Jahren wurde er von seinem Adoptivvater nach Pulau Penyengat zurückgerufen, wo er nun eine volle Ausbildung in malaiischer Sprache und Kultur sowie Religion erhielt. Dabei unterrichtete ihn Raja Ali Kelana, der über eine umfassende islamisch-religiöse und malaiische Bildung verfügte, teilweise selbst. Im Kreise der königlichen Familie wurde Sayyid Shaykh mit dem Kosenamen Engku Anum („Herr Überreif“ oder „Herr Rötlich“) angeredet.
Sayyid Shaykh las auf Pulau Penynengat sehr viel in religiösen Büchern und Zeitschriften aus Ägypten. In den frühen 1890er Jahren beteiligte er sich an dem Aufbau des Persekutuan Rushdiyyah, eines Studierclubs ähnlich denjenigen, die zur selben Zeit in Singapur eingerichtet wurden, und nahm an seinen Aktivitäten teil. Sein Spitzname in diesem Kreis war Wan Anum. Zusammen mit den anderen Mitgliedern des Clubs soll er hier bis spät in die Nacht diskutiert haben, über Theologie, die Rückständigkeit der Muslime und die Möglichkeiten, wie man die Muslime im Orient aus ihrem Zustand der Apathie hin zu Fortschritt und Wohlstand bringen könnte. Außerdem wurde ihm die Verantwortung für das rumah waqaf, das Stiftungshaus übertragen, in dem Reisende untergebracht wurden, wenn sie den Hof des Herrschers besuchten. Dort hatte er Gelegenheit, viele bekannte Gelehrte kennenzulernen und sein religiöses Wissen durch Diskussionen zu erweitern. Auch Haji Husain aus Palembang und Haji Salih von den Minangkabau, die später seine religiösen Lehrer wurden, soll er hier getroffen haben.

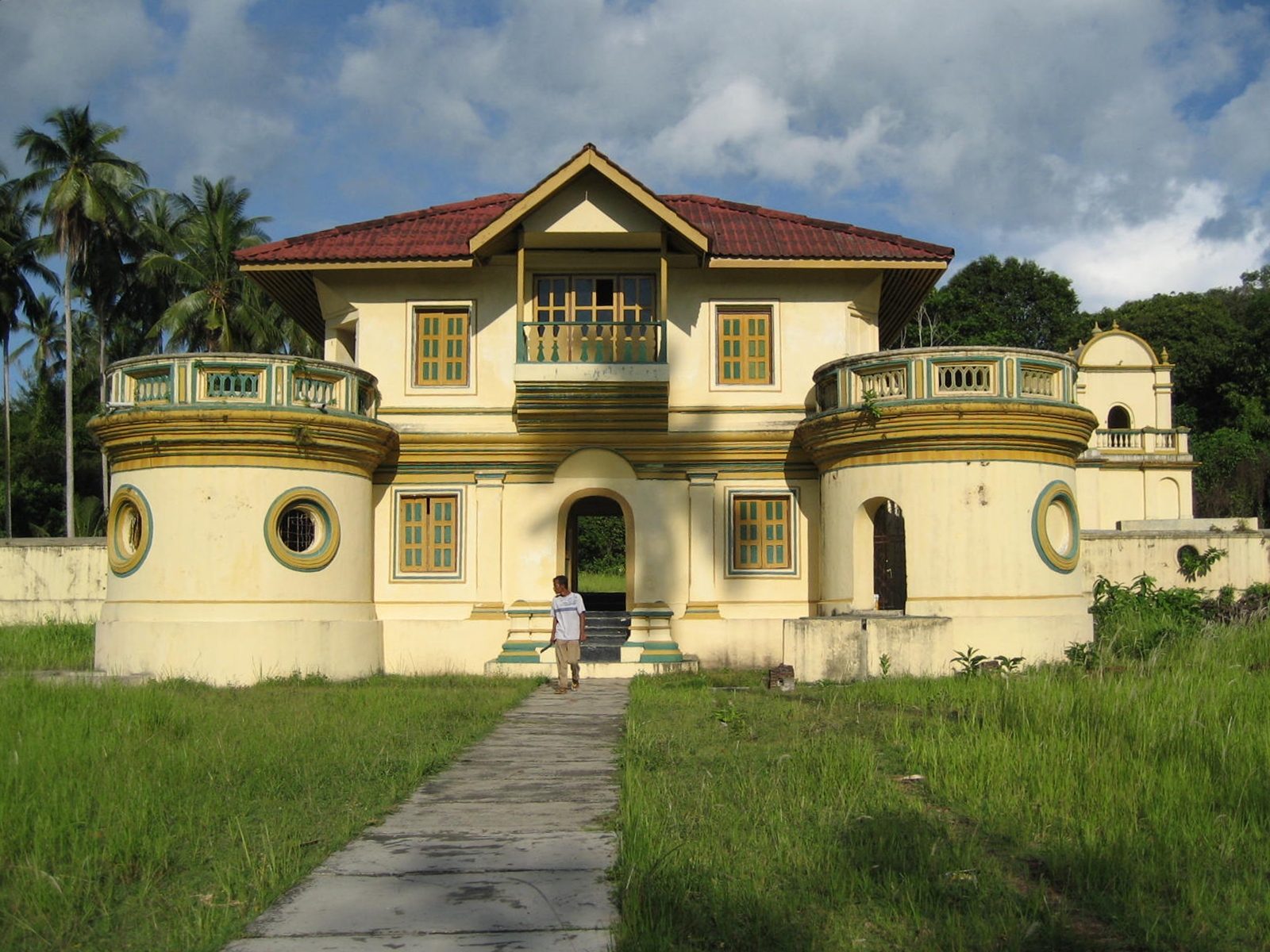
Eingang zum Sultanspalast auf der Penyengat-Insel

Auf der Penyengat-Insel veränderten sich auch die familiären Verhältnisse von Sayyid Shaykh. 1891 heiratete er Sharifa Sheikhun, die älteste Tochter seines Onkels Sayyid Muhammad, die im Haushalt von Raja Ali Kelana lebte. Mit ihr hatte er zwei Söhne und zwei Töchter, nämlich Sayyid Alwi (geb. 1892), Sayyid Ahmad (geb. 1896), der schon als Kind starb, sowie Aisyah (geb. 1897) und Umhani (geb. 1898). Sein Vater Sayyid Ahmad starb am 9. Juni 1895 auf Pulau Penyengat.
Etwa um das Jahr 1894/95 wurde al-Hadi zusammen mit dem malaiischen Gelehrten Tahir Jalaluddin dazu eingeladen, die Söhne des Sultans und des Raja Muda bei einer Reise nach Mekka und Kairo zu begleiten. In Kairo besuchte die Gruppe Vorlesungen bei dem islamischen Reformdenker Muhammad ʿAbduh (gest. 1905). Darüber hinaus gibt es Berichte, dass Sayyid Shaykh in Kairo auch Raschīd Ridā und in Mekka den malaiischen Gelehrten Abdullah bin Muhammad Saleh Zawawi traf. Dadurch, dass um 1900 der Sultan von Riau-Lingga auch die Position des Yamtuan Muda übernahm und seinen Hof nach Pulau Penyengat verlegte, gewann die Insel an politischer Bedeutung. Die Familie wohnte nur einen Steinwurf weit entfernt von seinem Palast und stand in engem Kontakt zu seinem Haushalt.

### In Singapur (1901–1911)

#### Als Geschäftsführer im Dienste seines Adoptivvaters

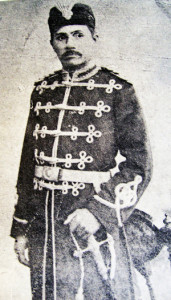
Sayyid Shaykhs Adoptivvater, der Kronprinz Raja Ali Kelana, im Jahre 1899.

Sayyid Shaykhs Adoptivvater Raja Ali Kelana kaufte 1896 eine Ziegelfabrik auf der zu Niederländisch-Indien gehörenden Batam-Insel, die in zwei Stunden Entfernung von Singapur lag. Dieses Unternehmen mit dem Namen Batam Brickworks und 200 Mann Belegschaft versorgte die britischen Kolonialbehörden, die Stadtverwaltung von Singapur, die Eisenbahnverwaltung in Singapur und die Federated Malay States mit Ziegeln. 1901 ernannte Raja Ali Kelana seinen Adoptivsohn Sayyid Shaykh zuerst zum Agenten und dann zum Geschäftsführer des Unternehmens in Singapur. Deshalb zog al-Hadi noch im gleichen Jahr nach Singapur in die Prinsep Street, wo sich die Vertretung des Unternehmens befand. Sein Sohn Sayyid Alwi begleitete ihn nach Singapur und besuchte dort die Kampong Glam Malay School. Sayyid Shaykh hatte diese Schule deswegen für ihn ausgewählt, weil sie ihn für den anschließenden Besuch einer englischsprachigen Oberschule qualifizierte. In Singapur heiratete al-Hadi eine zweite Frau, dieses Mal eine Malaiin. Aus der Ehe mit ihr ging 1903 die gemeinsame Tochter Maryam hervor.
Im Oktober 1904 begleitete Sayyid Shaykh seinen Adoptivvater auf einer Reise in den Nahen Osten, die darauf abzielte, den osmanischen Kalifen um Unterstützung für die Wiedereinsetzung des Yamtuan Muda zu bitten. Es ist allerdings nicht klar, ob die Delegation überhaupt bis zum osmanischen Kalifen gelangt ist. Als die Delegation im März 1905 nach Südostasien zurückkehrte, hatte der Sultan von Riau-Lingga bereits einen Vertrag mit den Niederländern geschlossen, der keinen Hinweis mehr auf das Amt des Yamtuan Muda enthielt und dem niederländischen General-Gouverneur das Recht einräumte, den Thronfolger des Riau-Lingga-Sultanats selbst zu benennen.

#### Die Zeitschriftal-Imām

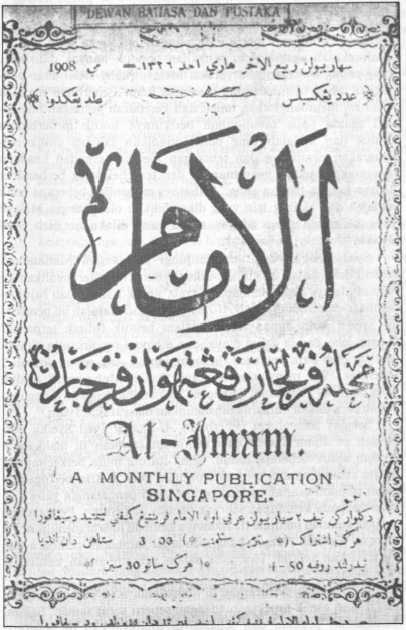
Titelblatt der Zeitschrift al-Imām, 1908

Während seiner Zeit in Singapur verkehrte al-Hadi im Arabischen Club und näherte sich der Position der Kaum Muda an, der malaiischen Modernisten, die den Lehren Muhammad ʿAbduhs folgten. Ein Foto aus dem Jahr 1906, das für die malaiische Zeitschrift aufgenommen wurde, für die sich al-Hadi als Agent betätigte, zeigt ihn in der Kleidung der Kaum Muda mit Anzug und Fes.
Zusammen mit Tahir Jalaluddin und vier anderen Personen, dem Gelehrten Muhammad ibn ʿAqil, den beiden Händlern Muhammad bin Salim al-Kalali und ʿAwad bin Saidin und ʿAbbas bin Muhammad Taha, gründete al-Hadi im Juli 1906 die Zeitschrift al-Imām. Sie erschien in Jawi-Schrift und folgte inhaltlich dem Modell von Raschīd Ridās Zeitschrift al-Manār. Aufgrund seiner Orientierung an dieser Zeitschrift wurde Sayyid Shaykh in der malaiischen Gelehrtenwelt auch als „Anführer der Manār-Gruppe“ (Ketua Kaum al-Manār) betrachtet. Al-Hadi steuerte auch selbst einige Artikel und Übersetzungen aus dem Arabischen zu der Zeitschrift bei. Seinen Übersetzungen lagen Artikel aus den ägyptischen Zeitschriften al-Liwā' , al-ʿĀlam al-islāmī und al-Mu'aiyad zugrunde.
Die Verbindung mit dem Hof von Riau und seinen intellektuellen Kreisen trug zu der besonderen Wichtigkeit von al-Imām in der Riau-Region bei. Al-Hadis Adoptivvater Raja Ali Kelana unterstützte die Zeitschrift und steuerte auch selbst Artikel zu ihr bei.
Im März 1908 gründete al-Hadi mit 20.000 Dollar Startkapital zusammen mit Sayyid Mohammad bin Akil und Sayyid Hasan bin Shahah die Al-Imam Printing Company. Sie veröffentlichte 1908 eine Serie von seinen Artikeln zum Thema Erziehung, Fast zur gleichen Zeit, im Februar 1908, gründete al-Hadi zusammen mit seinen Freunden außerdem die erste arabische Schule in Singapur, die Madrasat al-Iqbāl al-Islāmīya. An ihr wurden nicht nur religiöse Wissenschaften, Arabisch und Malaiisch gelehrt, sondern auch Englisch, Arithmetik, Geographie, Geschichte, Rhetorik und die Abfassung von Essays. Al-Hadis Adoptivvater Raja Ali Kelana unterstützte das Projekt ebenfalls.
Allerdings erlebte das Sultanat von Riau-Lingga zu dieser Zeit seinen Niedergang. Deswegen musste die Zeitschrift al-Imām im Dezember 1908 nach 31 Ausgaben ihr Erscheinen wieder einstellen. Aufgrund fehlender Unterstützung musste die Schule ebenfalls 1909 wieder schließen.

### In Johor-Bahru und Malakka (1911–1916)
Als 1911 die Niederländer das Gebiet von Riau-Lingga besetzten, schloss die Ziegelfabrik von Batam, und Sayyid Shaykh al-Hadi siedelte zusammen mit seinem Adoptivvater Raja Ali Kelana nach Johor Bahru über, wo er als Rechtsanwalt an einem Scharia-Gericht tätig wurde. Im Mai 1913 reiste er mit Raja Ali Kelana nach Terengganu, um vom dortigen Sultan finanzielle Unterstützung für eine Reise nach Japan zu erbitten. Bei dieser Reise sollte der japanische Kaiser um eine Intervention zugunsten des Sultanats von Riau-Lingga gebeten werden: Das Sultanat sollte wiederhergestellt und der japanischen Oberherrschaft unterstellt werden. In dieser Zeit korrespondierte Sayyid Shaykh auch mit Raschīd Ridā. Als sein Sohn Sayyid Alwi im Jahre 1914 mit anderen Freunden zum Studium nach Beirut aufbrach, gab er ihm ein Einführungsschreiben für Raschīd Ridā mit und bestand darauf, dass er bei ihm persönlich vorstellig werden sollte.
1914 hatte Sayyid Shaykh eine Auseinandersetzung mit dem Staatsmufti von Johor. Grund dafür war, dass er selbst die Ehe seiner Tochter geschlossen hatte, anstatt diesen Akt einem autorisierten Qādī zu überlassen. Zwar war ihm das nach der in Malaya vorherrschenden schafiitischen Rechtsschule gestattet, doch hatte er damit gegen die offizielle staatliche Bestimmung von Johor verstoßen, die vorsah, dass Ehen nur von Qādīs abgeschlossen werden durften. Der Mufti beschwerte sich wegen dieses Vorfalls beim Sultan, der Sayyid Shaykh dazu riet, sich beim Mufti zu entschuldigen. Sayyid Shaykh lehnte dies jedoch ab, mit der Begründung, dass er nichts Verbotenes getan habe. Die Konfrontation mit dem Mufti, der die höchste religiöse Autorität in Johor war, verschlechterte seine gesellschaftliche Position. Außerdem kam Sayyid Shaykh zu Ohren, dass es im Sultanat Johor, das bisher im zivilrechtlichen Bereich eine arabische Version der Mecelle zugrunde gelegt hatte, Pläne gab, zum englischen Recht überzugehen, wodurch Sayyid Shaykh seine Berufsgrundlage bedroht sah.
Aus diesen Gründen zog Sayyid Shaykh 1914 zurück nach Malakka, seiner alten Heimat. Dort gründete er 1915 in Kampung Hulu, dem Dorf, in dem er geboren war, zusammen mit Haji Abu Bakar bin Ahmad alias Haji Bacik eine arabische religiöse Schule mit dem Namen Madrasat al-Hādī. Die Malaien von Malakka lehnten jedoch seine Lehren ab und schickten deshalb ihre Kinder auch nicht in seine Schule. Deswegen zog al-Hadi um das Jahr 1916 nach Penang weiter. Einigen Berichten zufolge musste er Malakka fluchtartig verlassen, nachdem es zuvor fast zu tätlichen Angriffen gegen ihn gekommen war. Die von ihm in Malakka gegründete Schule musste 1917 schon wieder schließen. Insgesamt hat Sayyid Shaykh während seiner Zeit in Johor und Malakka seine Bildungs- und Publikationsarbeit sehr stark vermindert. Dies wird darauf zurückgeführt, dass die traditionellen Gesellschaftsstrukturen, die dort vorherrschten, ihm nicht die notwendigen Voraussetzungen dafür boten.

### In Penang (1916–1934)
Warum Sayyid Shaykh al-Hadi nach Penang zog, ist nicht ganz klar. 1907 hatte er eine weitere Frau von dort geheiratet, die er in der Folgezeit häufig in Penang besuchte. Dies könnte seine Entscheidung beeinflusst haben. Allgemein wird aber vermutet, dass es die gute wirtschaftliche Infrastruktur und das politische System waren, die ihn in auf diese Insel zogen. Die Position von Penang als einem der britischen Straits Settlements gaben ihm ausreichend Raum, um seine Reformvorhaben umzusetzen, weil im Gegensatz zu den anderen malaiischen Territorien ihm hier weder ein malaiischer Herrscher noch ein staatlicher islamischer Rat Zurückhaltung auferlegten.
Nach seiner Ankunft in Penang gründete Sayyid Shaykh in der Acheen Street in George Town eine Firma. Außerdem baute er für sich und seine Familie in Jelutong, einem südlichen Vorort von George Town, einen Bungalow. Das Grundstück dafür erwarb er von dem Großgrundbesitzer Sayyid Ahmad al-Mashhur, der damals auch Anführer der muslimischen Gemeinschaft in Penang war.

#### Die Madrasat al-Mashhur
Zusammen mit einheimischen Muslimen gründete al-Hadi 1916 erneut eine Schule, die Madrasa al-Mashhur al-Islamiya. Sie war nach Sayyid Ahmad al-Mashhur benannt. Wahrscheinlich zu Beginn des Jahres 1917 wurde al-Hadi selbst zum Direktor der Einrichtung ernannt. Haji Bacik unterstützte ihn, indem er ihm sein Haus in der Tek Soon Street für die Schule zur Verfügung stellte und dabei half, ein weiteres Gebäude auf dem Gelände zu errichten. Al-Hadi sorgte umgekehrt dafür, dass Haji Bacik in den Vorstand der Schule aufgenommen wurde. 1918 lud er außerdem seinen früheren Weggefährten Tahir Jalaluddin und den Libyer Abū Dschābir ʿAbdallāh al-Maghribī dazu ein, als Lehrer an der Schule tätig zu werden. Den Englischunterricht übernahm sein eigener Sohn Sayyid Alwi. Die Madrasa mit etwa 300 Studenten, in der Arabisch die Unterrichtssprache war, entwickelte sich zu einer der angesehensten religiösen Schulen in Malaya. Zu ihren bekannten Absolventen gehörten Burhanuddin al-Helmy, bis 1966 der Vorsitzende der Pan-Malaiischen Islamischen Partei, und Haji Abu Bakar Ashaari von Perlis, einer der liberalsten staatlichen religiösen Autoritäten in Malaysia. Die Schule existiert bis heute weiter.
Schon 1918 oder 1919 gab allerdings Sayyid Shaykh die Leitung der Schule wieder ab, und zwar an ʿAbdallāh al-Maghribī. Es sollen die dauernden finanziellen Probleme der Anstalt gewesen sein, die ihn zur Aufgabe dieses Amtes bewegten. Im Jahr 1920 übernahm dann Abbas Bakar Rafi' dieses Amt. Er war ein Vertreter der Kaum Tua und veränderte das Konzept der Schule, so dass sie eine traditionalistische Ausrichtung erhielt.
Seine Beziehung zur Mashhur-Familie hielt Sayyid Shaykh allerdings aufrecht. 1921 verheiratete er seinen Sohn Alwi mit einer Frau aus dieser Familie, Azizah al-Mashhur. Den aus dieser Ehe hervorgehenden Sohn Mohamed Alwi, der noch 1921 geboren wurde, nahm Sayyid Shaykh in sein Haus auf und erzog ihn wie einen eigenen Sohn.

#### Publizistische Aktivitäten; die Zeitschriftal-Ikhwān

Titelblatt der Zeitschrift al-Ikhwān

Während er sich noch im Dienst der Madrasat al-Mashhur befand, nahm Sayyid Shaykh eine frühere Idee wieder auf, nämlich die Abfassung einer Geschichte des Islams in malaiischer Sprache. 1922 brachte er den ersten Band dieser auf 15 bis 20 Bände angelegten „Islamischen Geschichte“ (at-Tarikh ul-islami) heraus. Da er jedoch sah, dass sich das Werk nicht ausreichend verkaufte, gab er das Projekt auf und wandte sich der Abfassung von Liebesgeschichten und Kriminalromanen zu, die finanziell erfolgreicher waren. Zwischen 1925 und 1926 veröffentlichte er bei al-Aminiyya Press in Penang seinen ersten Liebesroman Hikayat Faridah Hanum. Das Buch hatte zu jener Zeit eine überwältigende Resonanz auf der malaiischen Halbinsel.
Im September 1926 wandte sich al-Hadi nach langer Zeit wieder dem Journalismus zu und startete eine neue Monatszeitschrift mit dem Titel Al-Ikhwān („Die Brüder“), die als Fortsetzung von al-Imam konzipiert war. Der Titel nahm auf das Koranwort „Die Gläubigen sind doch Brüder“ (Sure 49:10) Bezug, das auch in kalligraphischer Form auf dem Titelblatt jeder Ausgabe abgedruckt war. Im Editorial der ersten Ausgabe erklärte er, welches Publikum er mit dieser Zeitschrift vor Augen hatte und welches Anliegen er mit ihr verfolgte:

„Dies ist die Stimme eines Glaubensbruders, der all seinen Glaubensbrüdern zuschreit, in der echten malaiischen Sprache mit den Buchstaben ca, pa, nga, ga und nya, damit sie gut verstanden wird von allen Brüdern, die diese Buchstaben benutzen. Dieser Schrei kommt von einer kleinen Insel, auf dass er von allen Brüdern vernommen wird, die auf dem Festland leben. Und mit dieser Stimme wurden auch einige Schiffe beladen, damit sie vernommen wird von allen Brüdern in der malaiischen Welt.
O alle Brüder des Ostens, die ihr noch tief schlaft und süß träumt. Genug. Beendet Euren Schlaf, denn er ist schon weit über die Grenze dessen hinausgegangen, was notwendig ist, um den Körper zu erholen, und ihr gehört schon fast zu den Ohnmächtigen und Halbtoten. Wachet schnell auf! Reibt euch den tödlichen Schlaf aus den Augen! […]
Erwacht aus Eurem Zustand der Nachlässigkeit. Die Schlichen der Dummheit haben sich verdunkelt, und das Licht der Wissenschaft ist aufgegangen. Schaut hin und seht, was diejenigen geleistet haben, die Euch bewachen. Sie haben gewaltige Hügel dem Erdboden gleichgemacht, auf dem flachen Feld hohe Gebäude errichtet, das Meer zu Festland und das Festland zu Meer gemacht.“

Al-Ikhwān enthielt Artikel über die Notwendigkeit der Reinigung des Islams, den Fortschritt und die Reformprozesse in den besser entwickelteren muslimischen Ländern und die Anpassungsfähigkeit des Islams an die modernen Lebensbedingungen, darüber hinaus Teilstücke von al-Hadis Kommentar zu den letzten Suren des Korans und weitere Abschnitte seiner Geschichte des Islams sowie Übersetzungen von arabischen Büchern aus Ägypten. Al-Hadi nahm auch Artikel zu religiösen Themen von seinem langjährigen Freund Tahir Jalaluddin, von dem Literaten Pandita Za'ba, dem Übersetzer Muhammad Zain bin Ayub und anderen in die Zeitschrift auf.

#### Jelutong Press und die ZeitungSaudara

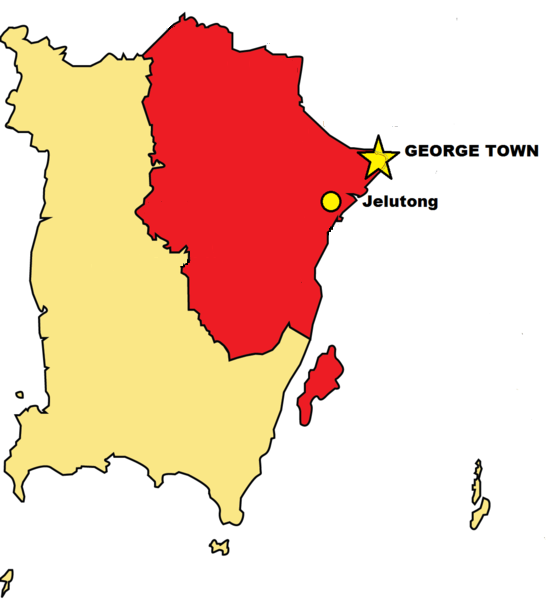
Lage von Jelutong auf Penang

1927 richtete al-Hadi in Jelutong, dem südlichen Vorort von George Town, in dem er bereits wohnte, die Jelutong Printing Press ein, die zum wichtigsten Verlag islamischer reformistischer Publikationen in Malaya werden sollte. Als finanzielle Grundlage diente ihm der Erlös aus dem Verkauf seines Romans Faridah Hanum. Das Unternehmen, das seinen Sitz in der Jelutong Road 555 hatte, betätigte sich auch im Schreibwarenhanel, in der Buchbinderei und der Herstellung von Stempeln.
Mit Jelutong Press vertrieb al-Hadi von nun an auch seine Zeitschrift al-Ikhwān. Daneben brachte er in dem Verlag ab Dezember 1927 eine große Anzahl von Romanen heraus. Sie erschienen in einer Serie mit dem Titel Angan-angan kehidupan („Gedanken über das Leben“), die in monatlichen Lieferungen von ca. 100 Seiten an Abonnenten verschickt wurden. Sie hatten immer einen modernen islamischen oder arabischen Hintergrund und gaben sich als Adaptationen moderner arabischer Literatur aus. Der englische Untertitel der Reihe, The Moral Trainer, machte deutlich, welche Intention al-Hadi mit ihr verfolgte. Außerdem veröffentlichte al-Hadi in dem Verlag die Rokambul-Serie, eine Anzahl von Detektivgeschichten nach Vorbild von Ponsons Rocambole, die er nach einer arabischen Vorlage ins Malaiische übersetzte. sowie Al-Tarikh Salasilah Negeri Kedah (1928), eine offizielle Geschichte des Sultanats von Kedah.
Im September 1928 gründete al-Hadi die neue Wochenzeitung Saudara („Bruder, Freund, Kamerad“). Zwar äußerte al-Hadi darin ebenfalls Kritik an malaiischen Bräuchen und rief zu religiösen Reformen auf, doch war die Zeitschrift insgesamt etwas säkularer ausgerichtet als al-Ikhwān und enthielt mehr Nachrichten. Sayyid Shaykh selbst erläuterte den Unterschied zwischen den beiden Organen: Politische Diskussionen sollten in Saudara erscheinen, während al-Ikhwān ein nicht-politisches, religiöses Magazin bleiben sollte. Längere Artikel wurden, um den Leser nicht zu langweilen, meist auf verschiedene Ausgaben aufgeteilt. Auch druckte al-Hadi in Saudara Kolumnen und Abschnitte aus seinen Detektivgeschichten ab. Die Zeitung hatte eine Auflage von 1000 Stück. Später wurde sie auf 1500 bis 1700 Stück gesteigert. Die Leserschaft bestand aus Malaien und anderen Muslimen auf der Malaiischen Halbinsel, auf Sumatra, Java, Borneo, Sulawesi und Pattani, sowie malaiischen muslimischen Studenten in London, Kairo und Mekka. Mit der Herausgeberschaft betraute al-Hadi zunächst Muhammad Yunus bin Abdul Hamid, und ab August 1930 Abdul Rahim Kajai, der zu jener Zeit einer der herausragenden malaiischen Journalisten war.
Jelutong Press wurde in den folgenden Jahren zum größten malaiischen Verlagshaus und trug dazu bei, dass Penang Singapur als Zentrum des islamischen reformistischen Denkens in Malaya ablöste. In den späten 1920er Jahren griff Sayyid Shaykh in al-Ikhwān und Saudara immer wieder die traditionellen muslimischen Gelehrten an. Als Reaktion auf diese Angriffe forderten die ʿUlamā' von Kelantan ihren Sultan auf, al-Ikhwān und Saudara zu verbieten. Als al-Hadi davon hörte, äußerte er sich in einem Artikel, den er im März 1929 in al-Ikhwān veröffentlichte, sehr abfällig über diesen Staat und seine Gelehrten. Aus einer Notiz vom Juli 1931 in der Zeitschrift al-Ikhwān geht hervor, dass zu dieser Zeit ein thailändischer muslimischer Gelehrter die malaiischen Herrscher gegen die Kaum Muda und die Anhänger Sayyid Shaykhs einnahm, sie als Kommunisten und Wahhabiten verunglimpfte und zu ihrer Tötung aufrief. Wie den Schilderungen seines Enkels Sayyid Alwi zu entnehmen ist, war Sayyid Shaykh in dieser Zeit auch selbst in seinem persönlichen Umfeld immer wieder verbalen Attacken ausgesetzt, so auf der Straße und auf öffentlichen Märkten.

#### Finanzielle Schwierigkeiten und letzte Jahre
Als 1929 die Weltwirtschaftskrise ausbrach, startete Sayyid Shaykh zusammen mit Freunden aus Jelutong die „Genossenschaft der armen Brüder“ (Persekutuan al-Ikhwān al-Masākīn), deren Satzung er selbst aufsetzte. Aufgrund des unredlichen Verhaltens der anderen Gesellschaftsmitglieder, die die Gesellschaft für ihre eigennützigen Zwecke einsetzten, scheiterten jedoch seine diesbezüglichen Bemühungen. Er zog sich schließlich aus der Gesellschaft zurück und prangerte sie öffentlich in al-Ikhwān an.
Etwas später geriet al-Hadi selbst in finanzielle Schwierigkeiten. Obwohl Jelutong Press nur drei ständige Mitarbeiter hatte, musste er, um den Betrieb aufrechtzuerhalten, bei einem tamilischen Kaufmann eine Hypothek auf sein Haus aufnehmen. Da Abdul Rahim Kajai im September 1931 zu der Zeitung Majlis wechselte, betraute Sayyid Shaykh zunächst seinen Sohn Alwi mit der Herausgeberschaft von Saudara und übernahm dann diese Aufgabe eine Zeit lang selbst. Aufgrund der großen finanziellen Not musste er im Dezember 1931 auch die Zeitschrift al-Ikhwān einstellen.
Die Zeitung Saudara blieb jedoch ein Erfolg. Ab 1932 erschien sie zwei Mal in der Woche. Zwar konnte al-Hadi 1932 mit Abdul Wahhab bin Abdullah einen neuen Herausgeber gewinnen, doch musste er im Februar 1933 erneut selbst einspringen.
Jelutong Press brachte auch Sayyid Shaykhs Übersetzungen von Muhammad ʿAbduhs koranexegetischen Werken und einem Ausschnitt von Qāsim Amīns Buch über die Befreiung der Frau, sein eigenes Werk Ugama Islam dan Akal („Die Religion des Islams und die Vernunft“) und zahlreiche Werke anderer modernistischer und reformistischer Autoren heraus. Hierzu gehörten zum Beispiel der Text Umbi Kemajuan („Die Wurzel des Fortschritts“, 1932) des malaiischen Gelehrten Zainal Abidin Ahmad, bekannter unter dem Namen Pendeta Za'ba (1885–1973), sowie eine Übersetzung von Artikeln aus der Islamic Review, dem Organ der Woking Muslim Mission. Außerdem gehörte dazu die Essaysammlung Hadiah Kebangsaan („Nationales Geschenk“, 1933), die al-Hadis Übersetzungen von Muhammad ʿAbduhs Essays über ehrliches Lob und Scharaf enthielt, sowie zwei von Za'ba über die Armut und die Rettung der Malaien. Sie waren vorher alle in der Zeitschrift al-Ikhwan erschienen. Schließlich erschienen in dem Verlag auch zahlreiche Werke von Tahir Jalaluddin, darunter der Text Perisai Prang Beriman tentang Madzhab Prang Kadian („Das Schild der Gläubigen gegen die Lehrrichtung der Qadiyanis“, 1930), eine Widerlegung der Lehren der Ahmadiyya.

### Tod und Nachkommen
Sayyid Shaykh starb am 20. Februar 1934 in seinem Haus in Jelutong. Zwar gibt sein Sohn Alwi als Todesursache eine Hirnerkrankung an, doch ist dies von Sayyid Shaykhs Enkel Mohamed Alwi, der selbst dessen Tod miterlebt hat, bezweifelt worden. Mohamed Alwi hat berichtet, dass Sayyid Shaykh in den Tagen vor seinem Tod große Schmerzen im Nackenbereich und in seinem linken Arm hatte, und äußerte die Vermutung, dass er an Herzversagen gestorben ist.
Sayyid Shaykh wurde auf dem Friedhof der Freitagsmoschee von Jelutong auf Penang begraben. Sein Begräbnis war sehr gut besucht. Die Begräbnisfeier und das Grab wurden aber auf Wunsch Sayyid Shaykhs sehr einfach gehalten. Sein langjähriger Freund Tahir Jalaluddin sprach ein Bittgebet, und ʿAbdallāh al-Maghribī hielt eine Lobesrede auf den Toten. Pendeta Za'ba schrieb einen Nachruf, der am 24. Februar in Sayyid Shaykhs Zeitung Saudara veröffentlicht wurde. Darin schrieb er, dass Sayyid Shaykhs Tod besonders für die Anhänger des Islāh auf der malaiischen Halbinsel einen harten Verlust darstellen werde.
Der tamilische Kaufmann, bei dem Sayyid Shaykh eine Hypothek aufgenommen hatte, ließ nach seinem Tod das Haus versteigern, so dass seine Frau und sein Enkel Mohamed Alwi in ein kleines Mangrovenhaus umziehen mussten. Sie lebten dort in armen Verhältnissen. Die Zeitschrift Saudara wurde nach Sayyid Shaykhs Tod zuerst von Tahir Jalaluddin und dann von Sayyid Shaykhs Sohn Alwi weitergeführt und lebte bis 1941 fort. Alwi wurde während der 1930er Jahre in der malaiischen nationalistischen Bewegung aktiv und gehörte zu den Begründern der UMNO-Partei.

## Werke

### Fiktionale Werke

#### Hikayat Faridah Hanum

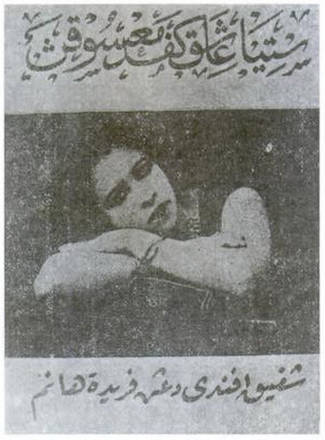
Titelbild des Romans Hikayat Faridah Hanom

Der Roman Hikayat Faridah Hanom („Die Geschichte von Frau Faridah“), eigentlich Hikayat Setia ʿAshik kepada Maʿshok-nya atau Shafik Afandi dengan Faridah Hanum („Die Geschichte von dem Liebhaber, der seiner Geliebten treu ergeben war oder Shafik Afandi und Faridah Hanum“) wurde 1925/26 in zwei Bänden mit insgesamt 335 Seiten veröffentlicht. Das Buch gilt als der erste Roman der malaiischen Literatur im eigentlichen Sinn. Im Stil entspricht die Hikayat Faridah Hanum den französischen bürgerlichen Romanen des 19. Jahrhunderts von Emile Zola, Anatole France und Gustave Flauberts Madame Bovary. Der Roman schließt auch poetische Passagen mit Doppelversen des traditionellen Gurindam-Typs ein, womit al-Hadi diese Form der malaiischen Dichtung wiederbelebte. Die Hikayat Faridah Hanum war außerordentlich erfolgreich: Bis heute erlebte das Buch sechs Auflagen. Während die ersten drei Auflagen (al-Maktaba al-Aminiyyah, Mercantile Press 1925/26, Jelutong Press 1927/28 und Qalam, Singapore 1950) in Jawi-Schrift erschienen, wurden die späteren Auflagen (1964, 1985 und 2017) in lateinischer Schrift gedruckt.
Die Hikayat Faridah Hanum spielt in Kairo im Jahre 1894, wo Faridah Hanum, eine sehr schöne junge Frau, eine Liebesbeziehung mit Shafik Efendi, einem gutaussehenden jungen Mann, unterhält. Beide kommen aus wohlhabenden, aristokratischen Familien und sind gut gebildet; Faridah verfügt im Gegensatz zu ihrem Geliebten nicht nur über westliche, sondern auch islamische Bildung. Die beiden sind heftig ineinander verliebt und schwören sich ewige Treue. Gleichzeitig vereint sie der Wunsch, ihrem Heimatland (watan) und Nation (bangsa) zu dienen. Faridah ist allerdings von ihrem Vater ihrem Cousin Badruddin versprochen worden. Der Vater besteht darauf, dass dieses Eheversprechen auch umgesetzt wird, obwohl Faridah dagegen protestiert und nach der Trennung von Shafik Efendi so schwer erkrankt, dass ihr Leben bedroht ist. Nach der Eheschließung kann sie jedoch durch geschicktes Taktieren eine Auflösung der Ehe erreichen und dann ihren Geliebten Shafik heiraten. Nach der Eheschließung mit Shafik setzt sich Faridah in Ägypten für Frauenbildung ein und gründet verschiedene Schulen für Mädchen, deren Absolventinnen später als Frauenrechtlerinnen international bekannt werden.
Al-Hadi nutzt in dem Roman die Charaktere und den Schauplatz des modernen Ägypten, um seine Ideen hinsichtlich der Emanzipation der Frau vorzubringen. Dabei bewegt er sich geschickt zwischen Fakten und Fiktion und vermengt diese in der Komposition seiner Erzählung. Daneben geht es in dem Roman darum, zu zeigen, wie islamische Werte gesellschaftlich umgesetzt werden können. Mit diesem Konzept, den Roman als Form der Vermittlung islamischer Prinzipien zu nutzen, war Sayyid Shaykh ein Pionier. Der Roman enthält auch eine explizite Leseempfehlung: So wird Shafik Efendi von seinem Vater angewiesen, er möge doch, wenn er etwas über den Islam wissen wolle, regelmäßig das Journal al-Manār von Raschīd Ridā und Muhammad ʿAbduh lesen, weil dieses Erörterungen über den Islam und seine Kompatibilität mit dem Fortschritt biete.
Der Roman befasst sich allerdings nicht nur mit sozialethischen Fragen, sondern enthält auch viele erotische Passagen. So wird erzählt, wie sich das Liebespaar in einem speziell zu diesem Zweck gemieteten Haus trifft und Shafik Efendi seine Geliebte mit deren Erlaubnis umarmt und küsst. In einer Szene erscheint Faridah vor ihrem Geliebten in einem Nacktkleid, um ihn auf die Probe zu stellen. Später wird in einem langen Gedicht, das mit religiösen Symbolen und Metaphern angereichert ist, beschrieben, wie Shafik Efendi seine Geliebte nach der Hochzeit im Brautgemach entjungfert. Die ersten Auflagen des Buchs waren zudem mit erotischen photographischen Abbildungen illustriert. Sie zeigten verführerische Bilder von Faridah Hanum sowie von Faridah und Shafik in intimer Verbindung. Die erotischen Passagen waren nach Auffassung Christine Campbells ein Zugeständnis an die junge männliche Leserschaft, deren Aufmerksamkeit Sayyid Shaykh auf sein Projekt der islamischen Reform lenken wollte. Außerdem sollten sie die Einnahmen sichern, die er brauchte, um weiter veröffentlichen zu können.

#### Andere Liebesromane
Sayyid Shaykh veröffentlichte Ende der 1920er Jahre noch vier weitere Liebesromane:
- Hikayat Taman Cinta Berahi atau Mahir Afandi dengan Iqbal Hanum („Die Geschichte von dem Garten der verzückten Liebe oder Mahir Afandi und Iqbal Hanum“), Roman 1928, über 600 Seiten, Liebesgeschichte, die im modernen Ägypten spielt.[99]
- Hikayat Anak Dara Ghassan atau Hindun dengan Hammad („Die Geschichte der Jungfrau von Ghassān oder Hind und Hammād“), Jelutong Press 1928–29, über 1000 Seiten, Roman über die Liebe der christlich-arabischen Prinzessin Hind zu dem arabischen muslimischen Prinzen Hammād in der Zeit des Propheten Mohammed, nach dem Vorbild des historischen Romans Fatāt Ghassān von Dschurdschī Zaidān. Das Buch wurde 1959 neu aufgelegt.[100]
- Hikayat Puteri Nur ul-ʿAin atau Bahaya Bercerai Talak Tiga dan Bercina Buta (Die Geschichte der Prinzessin Nuru l'Ain oder die Gefahr der Trennung mit Dreifach-Talāq und Zwischen-Ehe; 1929)[101] ein kurzes Werk von 200 Seiten.
- Hikayat Cermin Kehidupan („Die Geschichte von dem Spiegel des Lebens“), 1929, 604 Seiten, eine türkische Geschichte, die die Notwendigkeit der Keuschheit bei der Jugend betont.

Alle diese Bücher waren sehr beliebt, doch erreichte keines von ihnen die Popularität seines Romans Faridah Hanum. Die Popularität der Hanum-Geschichten lässt sich auch daran erkennen, dass seit ihrer Veröffentlichung viele Malaien für ihre weiblichen Kinder den Namen Hanum oder Hanim gewählt haben. Intention seiner Liebesromane war es, den Lesern die Ideen einer neuen gesellschaftlichen Ordnung sowie eine moderne Einstellung gegenüber dem Status der Frau nahezubringen, und die Anpassungsfähigkeit des Islams gegenüber den veränderten Lebensbedingungen in der modernen Welt zu veranschaulichen.

#### Die Rokambul-Serie

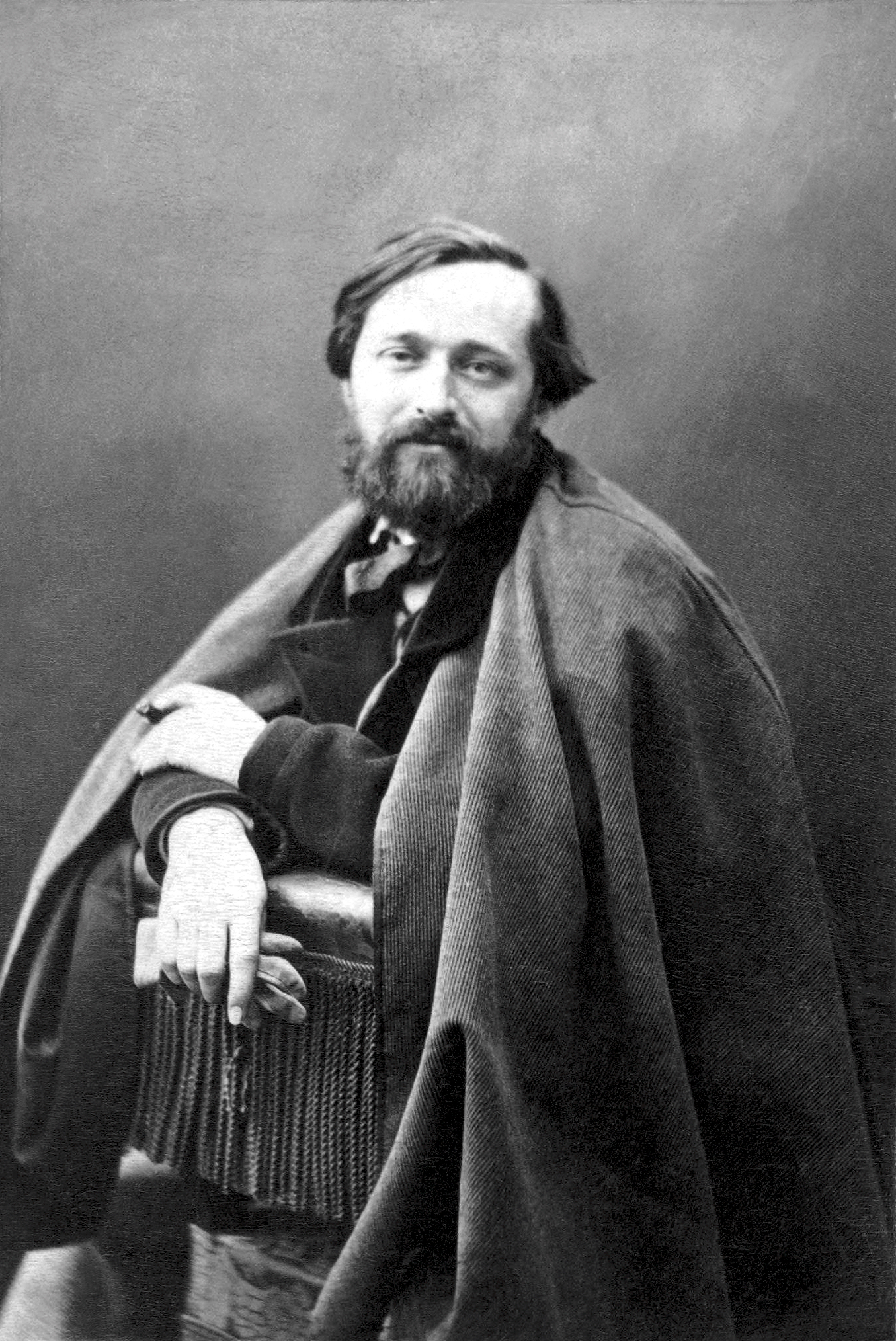
Pierre Alexis de Ponson du Terrail, der Erfinder der Rocambole-Figur

Es handelt sich um sieben Detektivgeschichten nach dem Vorbild der Rocambole-Geschichten von Pierre Alexis Ponson du Terrail (1829–1871), die al-Hadi wahrscheinlich nach einer arabischen Vorlage ins Malaiische übersetzt hat. Die ersten Rokambul-Geschichten wurden 1928 in seiner Monatszeitschrift al-Ikhwān veröffentlicht. 1929 verlegte er sie in seine Wochenzeitung Saudara. Vor seinem Tod erschienen sie außerdem noch in Buchform. Es handelt sich um die folgenden Geschichten:
- Cerita Rokambul dengan Puteri Russian yang 'Ashik („Die Erzählung von Rocambole mit der verliebten russischen Prinzessin“), 498 Seiten.
- Cerita Rokambul dalam Siberia („Die Geschichte von Rocambole in Sibirien“), 400 Seiten.
- Cerita Rokambul dengan Perbendaharaan Hindi atau Peperangan di antara Kebajikan dengan Kejahatan dalam Kehidupan Manusia („Die Geschichte von Rocambole und der indischen Schatzkammer oder Der Kampf zwischen Gut und Böse im Leben der Menschen“), 509 Seiten.
- Cerita Rokambul dalam Jail dan di-Paris („Die Geschichte von Rocambole im Gefängnis und in Paris“), 398 Seiten.
- Cerita Rokambul dengan Korban Hindi („Die Geschichte von Rocambole und dem indischen Opfer“), 502 Seiten.
- Cerita Rokambul dengan Medium Kaum Nor („Die Geschichte von Rocambole und dem Medium des Lichtvolks“), 508 Seiten.
- Cerita Rokambul dengan Taman Penglipor Lara („Die Geschichte von Rocambole und dem Garten des Geschichtenerzählers“), 296 Seiten.[102]

Mit dieser Serie führte Sayyid Shaykh das Genre der Detektivgeschichte in die malaiische Literatur ein. Seine Rokambul-Geschichten sind auch die bekanntesten Kriminalgeschichten in malaiischer Sprache überhaupt.

### Nicht-fiktionale Werke
- At-Tarbiya wa-t-taʿlīm. Pemeliharaan dan Pembelajaran („Aufzucht und Erziehung“) 1908, 60 Seiten. Es handelt sich um eine Serie von Artikeln, die zuerst in der Zeitschrift al-Imām erschienen war und die Bedeutung der Erziehung für die Entwicklung der muslimischen Umma betont. Die Artikel fußen auf dem 1903 in Kairo erschienenen arabischen Buch at-Tahliya wa-t-tarġīb fī tarbiya wa-t-tahḏīb von Saiyid Muhammad.[105]
- At-Taʾrīkh al-islāmī („Islamische Geschichte“), veröffentlicht 1922 in Penang von Mercantile Press, 205 Seiten.[63] Das Buch, das auf einer Serie von Artikeln beruht, die Sayyid Shaykh 1906 bis 1908 in al-Imām veröffentlicht hatte, behandelt die frühe Geschichte der Muslime, insbesondere das Aufkommen des Islams in der vorislamischen arabischen Gesellschaft, seine Propagierung in Mekka, die Gründung der islamischen Gemeinschaft in Medina und die größeren Schlachten des Propheten Mohammed.[106]
- Tafsir Ǧuzʾ ʿAmma yatasāʾalūn, Kommentar zum 30. und letzten Teil des Korans, der mit Sure 78 beginnt, veröffentlicht 1927 bei Jelutong Press, zuerst in der Zeitschrift al-Ikhwān, dann als eigenständiges Buch. Es handelt sich um die malaiische Übersetzung eines Werks von Muhammad ʿAbduh.[102]
- Tafsīr al-Fātihah, kommentierte Übersetzung der Fātiha, veröffentlicht 1928 bei Jelutong Press, nach Vorlage des Kommentars zur Fātiha von Muhammad ʿAbduh aus dem Jahre 1901.[106]

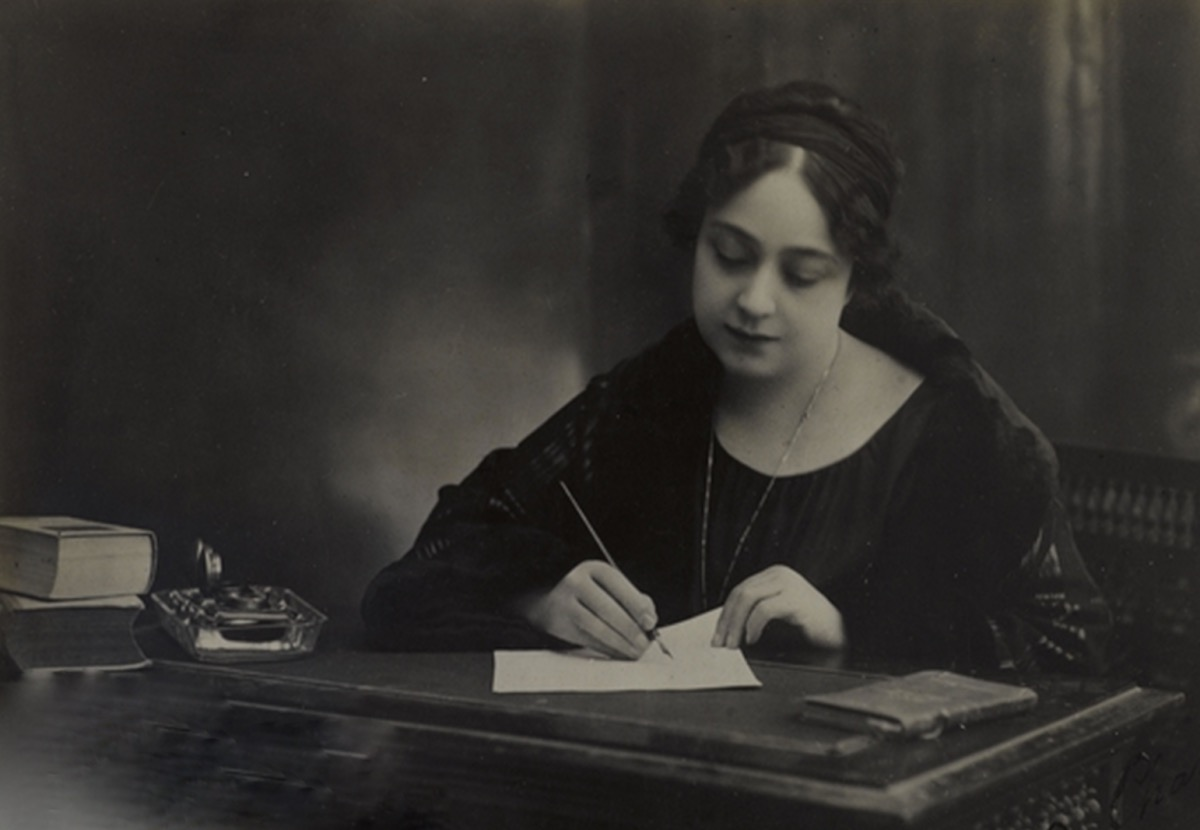
Hudā Schaʿrāwī, für Sayyid Shaykh das Idealbild einer modernen muslimischen Frau

- Kitab 'Alam Perempuan („Das Buch über die Natur der Frau“) wurde 1930 bei Jelutong Press veröffentlicht und enthielt eine Serie von Artikeln, die zuvor in al-Ikhwān erschienen waren.[107] Der Untertitel „Eine Erörterung des Nutzens der Freiheit der Frau für sie selbst, für die Gesellschaft ihrer Nation und ihres Vaterlands, mit Vernunft- und Schriftbeweisen aus der Scharia des Islams“ zeigt, welche Intention Sayyid Shaykh mit dem Buch verfolgte.[108] Nach Roff war das Buch zur Hälfte eine Übersetzung des berühmten Buchs Taḥrīr al-Marʾa („Die Befreiung der Frau“) von Qāsim Amīn. Es enthielt auch Abbildungen verschiedener ägyptischer Frauenrechtlerinnen wie Hudā Schaʿrāwī.[109]
- Ugama Islam dan 'Akal („Die Religion des Islams und die Vernunft“), Abhandlung in neun Kapiteln,[110] veröffentlicht 1931 bei Jelutong Press. Wie al-Hadi in der Vorrede erklärt, verfolgt das Buch das Ziel, die Muslime darüber aufzuklären, dass der Islam mit der Vernunft übereinstimmt, indem es aufzeigt, dass die religiösen Pflichten der Muslime eine Antwort auf die modernen Bedürfnisse geben.[111] Kapitel 1 will dem Leser vor Augen führen, dass der Islam der Vernunft großen Respekt entgegenbringt, Kapitel 2 führt den Nachweis, dass der Egalitarismus die Grundlage des Islams ist, Kapitel 3 versucht zu zeigen, dass der Islam den Frieden und die Harmonie zwischen den Menschen befördert, Kapitel 4 behandelt die Wertschätzung von Sparsamkeit, Einfachheit und harter Arbeit im Islam, Kapitel 5 handelt von der Universalität und Kapitel 6 von der praktischen Weisheit des Islams.[110] Eine zweite Auflage in lateinischer Schrift wurde 1965 von seinem Sohn Sayyid Alwi in Kota Bharu herausgebracht.[105]
- 1933 veröffentlichte das Genossenschaftsamt von British Malaya eine Untersuchung von al-Hadi über die Frage des Ribā. Darin präsentierte er das gesamte Spektrum der muslimischen Gelehrten zu dieser Frage und versuchte zu zeigen, dass Bankzinsen, Aktien und Genossenschaften nach der islamischen Lehre erlaubt sind.[6] Die Schrift hat sich allerdings nicht erhalten.

## Positionen

### Religion

#### Die Rationalität des Islams
Wie Muhammad ʿAbduh richtete sich al-Hadi mit seinen Schriften weniger an überzeugte Muslime als vielmehr an solche gebildete Malaien, die daran zweifelten, dass der Islam im modernen Leben noch als Orientierungshilfe dienen konnte. Er selbst war dagegen fest davon überzeugt, dass islamische Religion und Rationalität miteinander kompatibel sind. Dies war auch das wichtigste Thema seines 1930 veröffentlichten Buchs „Der Islam und die Vernunft“. Darin ging er die fünf Säulen des Islams einzeln durch und versuchte jeweils, deren Rationalität aufzuzeigen. Sinn des Glaubensbekenntnisses sei es zum Beispiel, dem Menschen einen festen Glauben an Gott zu geben. Dieser, so erklärt al-Hadi, befreie den Menschen in seinem Leben von der Angst vor Mächten oder Energien jenseits der von Gott geschaffenen Kausalität, weil der Gläubige wisse, dass Gottes Macht alle anderen Mächte transzendiere. Er fürchte deshalb keine Mächte und Energien mehr, die Holz, Steinen, Götzen, Gräbern, Geistern oder Dämonen zugeschrieben werden. Vor dem Hintergrund, dass sich der Islam zu seiner Zeit bei den malaiischen Muslimen immer noch stark mit animistischen und hinduistischen Elementen vermischte, hatte diese Aussage eine besondere Relevanz.
In seiner Erörterung der täglichen Gebete betonte Sayyid Shaykh ihre sozialen und moralischen Vorteile in dem Sinne, dass ein Muslim dann, wenn er von ganzem Herzen diese Pflicht erfülle, keine von Gott verbotenen Missetaten verüben werde. Hierbei bezog er sich auf das Koranwort in Sure 29:45, demzufolge das Gebet zu tun verbietet, was abscheulich und verwerflich ist. Muslime, die die Gebete vollzogen, aber trotzdem Gottes Gebote übertreten, besaßen seiner Auffassung nach nicht genügend Gottesfurcht, weil sie nicht die Bedeutung und den Sinn dessen verstanden, was sie in ihren Gebeten rezitierten. Al-Hadi betonte, dass die fünf täglichen Gebete nicht viel Zeit beanspruchten und die Muslime nicht von ihrer Arbeit und Bemühung um weltlichen Erfolg ablenkten. Obwohl sie einen wichtigen Beitrag zum Frieden, zu Agilität und Begeisterung bei der Arbeit und Sicherung der Lebensbedürfnisse in der Welt des Wettbewerbs beitrügen, dauere die Verrichtung dieser Gebete weniger als zwei Stunden.
Al-Hadi meinte zwar, dass man die obligatorischen Gebete auch alleine verrichten könne, erkannte jedoch an, dass das Gebet in der Gruppe eine zusätzliche soziale Bedeutung habe. Die Teilnahme am Freitagsgebet war seiner Auffassung nach deswegen obligatorisch, weil es eine gute soziale Beziehung zwischen den Muslimen herstellte und sie eine gute Gelegenheit hatten, die Predigten zu hören, die sie dazu aufforderten, Gutes zu tun und schlechte Handlungen zu vermeiden. Allerdings war al-Hadi skeptisch hinsichtlich der Erreichung der sozialen Ziele der Predigten, die beim Freitagsgottesdienst verlesen wurden. So schrieb er im Dezember 1927, dass 99 Prozent der Muslime, die dem Freitagsgebet in Malaya beiwohnten, die Freitagspredigt nicht verständen, weil sie in einer unverständlichen Sprache vorgetragen werde.
Die Zakāt hat nach al-Hadis Meinung ebenfalls soziale Funktionen: Sie sei ein Mittel, um Liebe, und Bruderschaft zu zeigen und Hilfe zu leisten. Al-Hadi kritisierte, dass die malaiischen Muslime die eingesammelte Zakāt nicht ordentlich verwalteten und sie nicht den berechtigten Empfängern zukommen ließen, und empfahl, sie für die Entwicklung sozial-ökonomischer Projekte zu verwenden wie die Einrichtung islamischer Colleges, Universitäten und muslimischer Fabriken, in denen arbeitslose Muslime arbeiten könnten. Dies interpretierte er als eine zeitgemäße Interpretation für die koranische Anweisung in Sure 9:60, dass man die Almosen auf dem Wege Gottes verwenden solle.
Den Haddsch betrachtete al-Hadi als ein Ritual, das dazu diente, soziale und geschäftliche Kontakte zwischen den Muslimen aus aller Welt herzustellen. Hierbei argumentierte er, dass die großen modernen Nationen ebenfalls verschiedene Anlagen und Möglichkeiten schüfen, um religiöse, soziale und geschäftliche Versammlungen und Zusammenkünfte abzuhalten. Allerdings nutzten seiner Auffassung nach die Muslime aus Malaya, die zur Wallfahrt nach Mekka reisten, den Vorteil der sozialen und geschäftlichen Möglichkeiten während dieser Zeit nicht in ausreichendem Maße, sondern unternahmen die Reise nur, um den Hāddsch-Titel zu erlangen, weil dieser ihnen soziales Prestige verschaffe.

#### Polemik gegen die traditionelle Gelehrsamkeit
Zwar war sich Sayyid Shaykh sicher, dass der Islam eine rationale Religion ist, doch meinte er, dass er in der Gegenwart von seinen ursprünglichen Zielen abgewichen sei. Hierfür machte er „die Mehrheit der ʿUlamā' und Fiqh-Studenten“ verantwortlich. Sie hätten den Islam für ihre eigenen Zwecke so ausgenutzt, dass er „zu einem Witz geworden“ sei. Diese These war im November 1930 auch Gegenstand eines eigenen Artikels für al-Ikhwān. Darin schrieb al-Hadi, dass für den Niedergang der Muslime nicht der Islam selbst verantwortlich sein, sondern die „raffgierigen religiösen Führer“ (angkara ketua-ketua agama). Sie seien zwar imstande, arabische Bücher zu lesen und beherrschten die arabische Grammatik und Syntax, doch seien sie vom wahren Islam so weit entfernt wie Himmel und Erde. In seinem Buch „Der Islam und die Vernunft“ empfahl al-Hadi, dass die malaiischen Muslime ihre Zakāt nicht diesen „religiösen Männern in weißen Kappen und großen Turbanen“ zukommen lassen sollten, sondern nur solchen Empfängern, die dazu berechtigt waren.
Sayyid Shaykh bezeichnete diejenigen, die den seiner Meinung nach falschen Islam lehrten, als Kaum Tua („Traditionalisten“), während er diejenigen, die sich für einen modernen, rationalistischen Islam einsetzten, Kaum Muda („Modernisten“) nannte. In einem Artikel mit dem Titel „Vertrauen in die Gelehrten“ (Percayakan Ulama) warf er den Kaum Tua im März 1929 vor, die mündlich oder in Büchern vorgetragenen Meinungen der ʿUlamā' unkritisch zu akzeptieren, in der Annahme, dass diese auf Koran und Hadith gestützt seien. Die Position der Kaum Muda sei es dagegen, dass keine Meinung eines Individuums unfehlbar ist, weil allein Koran und Hadithe unanfechtbar sind. Bei den Lehrmeinungen der Gelehrten hätten die Muslime immer die Pflicht, ihren Wahrheitsgehalt zu überprüfen. Wenn sie mit den Lehren des Korans und des Propheten übereinstimmten, solle man sie übernehmen, ansonsten müsse man sie verwerfen. Die Auffassung, dass man die Worte des Korans und des Propheten nicht selbst studieren dürfe, weil dies anzeige, dass die betreffende Person kein Vertrauen in die ʿUlamā' habe und vom Islam abgewichen sei, wies er zurück. Derartige Behauptungen würden nur solche ʿUlamā' aufstellen, die ihren Lebensunterhalt „im Namen des Islams“ verdienten und sich als Straßenhändler der Religion betätigten. Der Islam würde aber solche Leute gerne möglichst weit von sich fernhalten.

#### Kritik am traditionellen Brauchtum und der Sufik
So wie Sayyid Shaykh immer wieder die Rationalität des Islams betonte, übte er umgekehrt heftige Kritik an traditionellen Praktiken der Malaien. 1930 brachte er in einem Artikel seine Enttäuschung darüber zum Ausdruck, dass die Eheschließung, „ein Akt, der im Islam so ehrenwert ist“, für die Malaien zu einer schweren finanziellen Belastung geworden sei, insbesondere für den Walī und die Verwandten der Braut. Sayyid Shaykh meinte, dass es für Reiche nicht sehr schwer war, die Anforderungen dieses Brauchs zu erfüllen. Das Problem bestand seiner Auffassung nach vor allem für die Mittelklasse und die Armen: Um diesen Brauch in der gleichen Weise zu erfüllen, wie es die Adligen (datuk datuk) und Reichen (orang kaya) taten, mussten sich einige von ihnen Geld leihen oder eine Hypothek auf ihr Land aufnehmen. Deshalb drängte Sayyid Shaykh die Reichen dazu, den ersten Schritt hin zu einer Änderung zu machen, so dass die Armen ihnen folgen würden. Scharf kritisierte er auch die vielen Unannehmlichkeiten, die die Braut und der Bräutigam über sich ergehen lassen mussten, insbesondere die Braut bei der Vorbereitung für die Hochzeit. Er kritisierte insbesondere das malakkanische Adat, in dem eine besonders aufwändige Art der Ausstaffierung der Braut gepflegt wurde.
Auch kritisierte al-Hadi traditionelle religiöse Praktiken wie das Zählen von Gebetsformeln mit der Gebetskette und die Anfertigung von Amuletten und berief sich dabei auf den Koran. Im Juni 1933 sprach er sich gegen die Abhaltung des Mandi Safar aus, eines fröhlichen Festes mit rituellen Bädern in Flüssen und im Meer, das von den Malaien am letzten Mittwoch des Monats Safar begangen wird. Im Dezember 1929 machte er sich in einem Artikel für al-Ikhwān über die Art lustig, wie in malaiischen Moscheen die Freitagspredigt gehalten wird: Ein Mann, der sich wie eine Frau verhüllt habe, steige auf den Minbar und halte seine Predigt in einer Sprache, die niemand, auch er selbst nicht, verstehe.
Daneben wandte sich al-Hadi gegen sufische Praktiken. So lehnte er die Rumah Suluk genannten Versammlungshäuser der Sufis ab und missbilligte, dass Frauen und Männer dort gemeinsam spirituelle Übungen abhielten. Die Meditation (murāqabat Allāh), wie sie von einigen muslimischen Gruppen in Malaya praktiziert wurde, betrachtete er als eine religiöse Praktik, die keine Grundlage im Islam habe, weil sie der Prophet Mohammed seiner Auffassung nach nicht gelehrt hatte.
Einen Höhepunkt erlebte seine Auseinandersetzung mit den Sufis im Jahre 1933, als ihm das Oberhaupt der Tarīqa Taslīm mit einigen seiner Anhänger einen Besuch abstattete und ihn um eine Bestätigung dafür bat, dass die Glaubenslehren seiner Gruppe korrekt seien. Sayyid Shaykh al-Hadi stimmte diesem Anliegen unter der Bedingung zu, dass die Anhänger der Bewegung seine auf Koran und Hadithe gestützten Befunde akzeptieren würden. Er unternahm daraufhin zusammen mit ʿAbdallāh al-Maghribī und Tāhir Jalāl ad-Dīn Nachforschungen über die Gruppe. Nachdem die Untersuchung abgeschlossen war, wurde in der Freitagsmoschee von Jelutong eine Versammlung von 10.000 Muslimen zusammengerufen, bei der al-Hadi im Rahmen eines dreistündigen Vortrags die Anwesenden über die Ergebnisse der Untersuchung informierte. Bei der Versammlung waren auch der stellvertretende Anführer, acht führende Mitglieder und zahlreiche Anhänger von Taslīm zugegen. Aufgrund von al-Hadis Aussagen wurde bei der Versammlung einmütig erklärt, dass alle Anordnungen im Buch der Taslīm-Gruppe falsch seien und der Lehre des Islams widersprächen, weil sie Schirk darstellten. Um die Anhänger der Gruppe, die der Versammlung beiwohnten, nicht auszusondern und bloßzustellen, wurden alle Anwesenden aufgefordert, die Tauba zu vollziehen und die Schahāda zu sprechen. Über den Vorfall berichtete Sayyid Shaykh im Oktober 1933 ausführlich in seiner Zeitung Saudara, ohne aber mitzuteilen, wie die Taslīm-Gruppe auf die Beschlüsse der Versammlung reagierte.

### Politik

#### Beurteilung der malaiischen Herrschereliten
Obwohl Sayyid Scheikh in seiner Jugendzeit viel Umgang mit den traditionellen malaiischen Herrschereliten gehabt hatte, insbesondere in Riau, und auch von ihnen gefördert worden war, brachte er in seinen Schriften häufig sein Missfallen an ihnen zum Ausdruck und machte sie für die Schwäche der Malaien verantwortlich. So warf er 1906 in al-Imām den malaiischen Herrschern vor, ihre Zeit mit Spiel und Befriedigung wollüstiger Begierden zu verbringen und ihre Pflichten zu vernachlässigen. Ihr Geld, so al-Hadi, verwendeten sie für nutzlose und extravagante Dinge, die weder dem Staat noch der Nation zugutekämen.
Einer der wenigen malaiischen Herrscher, die von al-Hadi positiv beurteilt wurde, war Sultan Abu Bakar von Johor (reg. 1862–1895). In seinem Artikel Ash-Sharaf: Kemuliaan atau Kehormatan („Scharaf: Prunk oder Ehre?“) vom Februar 1908 führt al-Hadi ihn als besonders positives Beispiel eines einheimischen Herrschers an, betont aber, dass man sich dieses Sultans nicht wegen seiner feinen Hemden, seines imposanten Palastes und seiner Medaillen erinnere, sondern wegen seiner ruhmreichen und ehrenwerten Bemühung um die Rettung eines islamischen Staates, der „in das Maul eines wilden Tigers“ gefallen war. Er habe eine Regierung für seine Gemeinschaft und seine Nachkommen gegründet und diese Regierung zeit seines Lebens unabhängig gehalten, während viele andere ihre Staaten billig auf vollen Märkten verschachert hätten. Später lobte al-Hadi im Zusammenhang mit der Kritik an den malaiischen Hochzeitsbräuchen die Sultane von Johor und Kedah, die bei der Eheschließung ihrer Kinder nur sehr einfache Feiern abgehalten hatten.
Der malaiischen Bevölkerung warf al-Hadi vor, sich zu sehr auf ihre Herrscher und Anführer zu verlassen und ihr Schicksal nicht in eigene Hand zu nehmen. Die Leser seiner Zeitschrift al-Ikhwān ermahnte er, sie sollten sich nicht von dem Pomp und den Titeln ihrer Autoritäten täuschen lassen, da sie der eigentliche Grund allen Übels und der größte Helfer der Nationen seien, die sie unterdrückten.
In einem Artikel, den er im Juli 1927 veröffentlichte, warf er den muslimischen Eliten vor, unkritisch gegenüber den Herrschern zu sein, ihre Taten zu glorifizieren und sie mit Ehrentiteln zu hofieren, während sie umgekehrt die Bedürfnisse ihrer Gesellschaften vergaßen und kein Interesse an der Verbesserung ihrer Situation zeigten.
In einem früheren Artikel für al-Imām hatte al-Hadi schon gegen die Penghulu genannten theologischen Berater der Sultane und die traditionellen malaiischen Anführer polemisiert. Dort rief er aus:

„O Gott, wir waren loyal gegenüber unseren Penghulus und unseren traditionellen Anführern, und diese haben uns in die Irre geführt. O Gott, bringe über sie das doppelte Leid, das wir erlitten haben, zusammen mit dem größten Deiner Flüche. Sie sind die Köpfe und wir die Schwänze. Sie sind die Saat aller Kalamitäten und Leiden. Sie sind die Verschwender und die Könige der Unwissenden. Sie sind der Ursprung aller Gebrechen und Missgeschicke. […] All der Reichtum des Landes, der durch das Auspressen des Blutes der Armen erworben wurde, wurde zu ihrem Nutzen verwendet, im Widerspruch zu den Gesetzen des Islams, vergeudet auf den Schüsseln pseudo-religiöser Zeremonien, in den Gläsern alkoholischer Getränke, beim Joget und anderen Unterhaltungen“

#### Wandel der Haltung zur britischen Kolonialherrschaft
In den Artikeln, die Sayyid Shaykh in der Zeitschrift al-Imām veröffentlichte, äußerte er sich vorwiegend kritisch gegenüber den europäischen Kolonialmächten. Gleich in der ersten Ausgabe dieser Zeitschrift vom 16. September 1906 beschrieb er in einem Artikel, der mit Angan-angan Berbetulan dengan Hakikat („Phantasien, die mit der Realität über einstimmen“) überschrieben ist, wie er in einem Traum hoch in den Himmel getragen wird und mit Tränen in den Augen auf Sumatra, Java, die Philippinen und Malaya hinunterschaut, die sich alle in der Hand fremder Mächte befinden. In dem gleichen Artikel warf er den Briten vor, sich nicht genügend für die Erziehung der Bewohner in ihren Kolonien einzusetzen. Im Dezember desselben Jahres hielt er den Europäern vor, orientalische Völker in die Sklaverei zu führen, sich gegenüber orientalischen Herrschern doppelzüngig und respektlos zu zeigen und die Tore zum Wissen zu verschließen. Ismail Fajrie Alatas meint, dass auch die Geschichte von Rocambole mit dem indischen Schatz indirekte Kritik an der britischen Kolonialmacht enthält, weil hier erzählt wird, dass die Briten die lokale muslimische Bevölkerung dadurch unter ihre Kontrolle bringen, dass sie sie von Opium abhängig machen und außerdem Verträge mit lokalen Herrschern schließen.
Positiver äußerte sich Sayyid Shaykh in seiner Zeitschrift al-Ikhwān gegenüber den Briten. In der zweiten Ausgabe der Zeitschrift, die am 16. Oktober 1926 erschien, lobte er den Wohlstand in British Malaya, der „das Resultat der guten Regierung der Briten“ sei, doch gab er den Malaien gleichzeitig zu bedenken, dass die Briten damit nur europäisches Kapital anlocken und Banken eröffnen wollten, „um anderen Menschen zu ermöglichen, Sattel zu kaufen, um sie auf eure Rücken zu setzen, so dass ihr euer Land für ihren Profit bearbeitet“. Die verschiedenen Gebäude und fruchtbaren Gärten gehörten nicht ihnen, sondern einem anderen Volk. Mit Hinblick auf die von ihm bemängelte Rückständigkeit der malaiischen Herrscher hob er jedoch die positiven Aspekte der britischen Herrschaft hervor:

„Lasst das Gebrumme der Menschen hinter euch, die gerne zusammen die herrschaftliche Politik diskutieren, denn ihr seid nicht Leute dieses Feldes. Vielmehr solltet ihr in dieser Zeit Großbritannien für das Geschenk danken, dass es euch von der Sklaverei Eurer Herrscher befreit hat und euch Gesetze gegeben hat, die euch niemals ein Hindernis sein werden auf dem Weg des Fortschritts.“

Obwohl sich al-Hadi in seinem Artikel relativ freundlich gegenüber den Briten geäußert hatte, erhielt er als Antwort darauf einen Brief von Pendeta Za'ba, der ihn kritisierte, insgeheim doch Hass gegenüber den Briten zu schüren. Za'ba zweifelte die Ehrlichkeit von al-Hadis Lob für die britische Kolonialherrschaft in Malaya an und charakterisierte es mit der malaiischen Redensart tanam tebu di bibir mulut (wörtl. „auf der Lippe Zuckerrohr anbauen“) als „Raspeln von Süßholz“.
Sayyid Shaykh wies daraufhin in einem weiteren Artikel diesen Vorwurf von sich und wiederholte sein Lob für die Kolonialmacht. Dabei ging er so weit, die Briten mit Gottes Armee zu vergleichen, deren Ankunft in Malaya Segen für die Bevölkerung brachte:

„In der Tat, die Engländer sind eine Armee Gottes, des Herrn der Welten (rabb al-ʿālamīn), der ihnen befohlen hat, hierherzukommen, um uns aus der Dunkelheit, dem Gefängnis des Unwissens, der Ungerechtigkeit, der Boshaftigkeit und Grausamkeit unserer eigenen Herrscher zu befreien, denn die Engländer sind klug, respektieren die Regeln der Herrschaft, Weltfrieden und Wohlstand.“

Die koranische Aussage in Sure 21:105, dass Gottes rechtschaffene Diener dereinst die Erde erben würden, meinte Sayyid Shaykh auf die Engländer beziehen zu können. Die malaiischen Muslime sollten die Vorteile der Gerechtigkeit, der Freiheit und des Friedens zur eigenen Verbesserung nutzen, um anschließend die britische Regierung bei der Verwaltung zu unterstützen, die letztlich ihnen selbst zugutekomme. Schon allein den Gedanken, von den Briten zu verlangen, das Land zu verlassen, betrachtete Sayyid Shaykh als Sünde, weil in dem Moment, in dem diese das Land verließen, seiner Auffassung nach die Gefahr drohte, dass andere Nationen eindringen würden. Dies sei so, weil die Malaien erstens noch nicht imstande seien, ihr eigenes Land zu steuern, und zweitens nicht die Macht hätten, um einen Feind von dem Eindringen abzuhalten. Wenn die Malaien unter der Herrschaft der Briten, die selber Fleisch äßen, nicht dasselbe Fleisch zu essen bekämen, dann könnten sie zumindest an den Knochen lutschen.
Al-Hadi stand in seinen letzten Lebensjahren der britischen Herrschaft sehr positiv gegenüber und brachte in seinen Romanen seine Bewunderung für ihre Fähigkeit der Organisation (peraturan) des Staates zum Ausdruck. Wie aus einem Artikel hervorgeht, den er im März 1929 als Reaktion auf das drohende Verbot von al-Ikhwān und Saudara in Kelantan veröffentlichte, betrachtete er die Briten sogar als Schutzmacht für sein Reformprojekt. In dem Artikel äußerte al-Hadi, Kelantan sei erst mit der Umsetzung britischer Rechtsprechung aus dem Zustand der Barbarei in die moderne Welt eingetreten, es gebe aber dort noch Menschen, die an die Worte religiöser Autoritäten glauben, die nie ihre Augen gegenüber der Moderne und dem freien Denken geöffnet haben, wie er es unter dem Schutz der britischen Herrschaft getan habe. Al-Hadi brachte am Ende des Artikels seine Zuversicht zum Ausdruck, dass die Regierung „unter der Flagge seiner königlichen Hoheit Georg V.“ die Gedankenfreiheit erhalten und alles, was ihrer Ausübung im Wege stehe, beseitigen werde, „auch wenn diese Behinderungen unter dem Deckmantel der Religion kämen“.

#### Malaiischer Nationalismus
Obwohl Sayyid Shaykh selbst von väterlicher Seite her arabisch-hadramitischer Abstammung war, sah er doch Malaya eindeutig als seine Heimat an und betrachtete die Malaien als seine Volksgruppe. Seine Zeitschrift al-Ikhwān richtete sich an „alle seine Brüder in der malaiischen Welt“ (sekalian ikhwannya di dalam alam Melayu). Wenn er von dem Land der Malaien sprach, meinte er damit die ganze malaiische Halbinsel und die umliegenden Inseln, die den Malaiischen Archipel ausmachen. Den „hochstehenden Persönlichkeiten des Islams“ (orang besar-besar Islam) in Malaya machte al-Hadi in Saudara zum Vorwurf, dass sie untätig in den Versammlungen säßen und sich die Hände küssen ließen, anstatt sich für eine Verbesserung der Situation ihrer Landsleute einzusetzen.
Sayyid Shaykh brachte immer wieder seine Sorge um die Fortexistenz des malaiischen Volkes zum Ausdruck. So äußerte er im September 1906 seine Befürchtung, dass die Malaien das gleiche Schicksal ereilen könne wie zuvor die Ureinwohner von Amerika und Australien. Nur Gott könne sie davor erretten. Und im Oktober 1930 veröffentlichte er in al-Ikhwān einen Artikel mit dem Titel „Werden die Malaien ausgelöscht werden?“ (Adakah Kaum Melayu ini Akan Hapus?), in dem er die Malaien mahnte, dass ihre Nicht-Teilnahme an der wirtschaftlichen Sphäre ihr ganzes Überleben gefährden könne.
In einem Artikel mit dem Titel Teriak Sa-benar („Der wahre Aufschrei“) appellierte er im Oktober 1926 an die Malaien, „endlich aus ihrem Schlaf zu erwachen“. Es sei notwendig, aufzuschreien, als ob man mit größter Gewalt verprügelt worden sei. Aufschreien und Brüllen, so schrieb er, seien besser als Lachen und Applaudieren, denn wie könne man einem anderen Volk erlauben, zum Wächter über das eigene Volk auf dem Gebiet des Heimatlandes zu werden? Heimatland, Watan, war für Sayyid Shaykh ein sehr wichtiges politisches Konzept, das auch in seinen Romanen eine bedeutende Rolle spielte. So erklärt er im Vorwort zur Hikayat Anak Dara Ghassan, dass diese Erzählung symbolische Anspielungen enthalte, die die Leser dazu brächten, Vaterland (waṭan) und Nation zu lieben. Auch in den Plot von Faridah Hanum sind Aufrufe zu nationaler Erweckung und Hingabe und Liebe zum Vaterland eingewoben.
Wenn auch die Muslime von gemischter arabisch-malaiischer Abstammung zu den Pionieren des malaiischen Nationalismus gehörten, so wendete sich diese Bewegung später gegen sie, denn in den frühen 1930er Jahren machten sich innerhalb ihrer Tendenzen breit, arabisch-malaiische Muslime nicht mehr als Malaien anzuerkennen. Sayyid Shaykh warnte im Mai 1930 die Malaien vor solchen Tendenzen, mit dem Argument, dass sie noch die Hilfe ihrer arabischen Brüder benötigten, da sie die wohlhabendste und einflussreichste Gruppe unter den malaiischen Muslimen waren.

#### Die Chinesen als Gefahr und Vorbild
Sayyid Shaykh sah die Malaien vor allem durch die Chinesen bedroht. In seinem Artikel, den er im Juli 1907 in al-Imām veröffentlichte, warnte er die Malaien, dass diese in ihrer Gesellschaft fast alle ökonomischen Funktionen übernommen hätten. An seine Leser gerichtet, schrieb er:

„Lasst uns einen Moment innehalten, liebe Leser. Schaut Euch um in irgendeinem Kampung (‚Dorf‘), dem Ort der Muslime. Wenn ihr nach links und rechts, vorne und hinten schaut, werdet ihr sehen, dass diejenigen, die Reis an die Kampung-Bewohner verkaufen, Chinesen sind. Diejenigen, die Gemüse verkaufen, sind Chinesen. Diejenigen, die Fisch verkaufen, sind Chinesen. Diejenigen, die das Wasser von Haus zu Haus tragen, sind Chinesen. Und diejenigen, die für die Mehrheit des Kampung mähen und säen, sind ebenfalls Chinesen“

In seinem Artikel „Der wahre Aufschrei“ vom Oktober 1926 mahnte Sayyid Shaykh die Malaien, es sei ein Fehler, sich so behüten zu lassen, dass sie ohne Kleidung vor Hunger sterben müssten, wenn „ein ausländisches Volk“ nicht Nahrung, Kleidung, Gerätschaften und Wohnung lieferten. Sie hätten niemals den Malaien all diese Wertsachen zur Verfügung gestellt, wenn es nicht ihre Absicht gewesen wäre, „uns zu mästen, so dass sie von uns Gebrauch machen könnten, wie sie es mit Maschinen und Fabriken tun“. Wie er in einem nachfolgenden Artikel klarstellte, meinte er mit dem „ausländischen Volk“ ebenfalls die Chinesen.
Sayyid Shaykh machte sich große Sorgen, dass die starke Präsenz von Chinesen eine Bedrohung für die Malaien werden könnte. So schrieb er im Oktober 1928 in einem Artikel:

„Seht ihr nicht, dass in dem Land, in dem ihr wohnt, schon alle belebten Orte vollständig oder zum großen Teil dem Besitz der muslimischen Landeskinder entzogen und fast vollständig in die Hand der Chinesen gefallen sind? Wenn sich das in Richtung Festland fortsetzt, wohin sollen dann die muslimischen Brüder fliehen?“

Im Februar 1931 setzte sich al-Hadi mit der Aussage eines Chinesen auseinander, der behauptet hatte, dass die Malaiische Halbinsel nicht das Land der Malaien, sondern sein Land sei, und wies sie zurück.
Sayyid Shaykh sah die Chinesen einerseits als Bedrohung an, war aber auf der anderen Seite auch beeindruckt von der Zielstrebigkeit, mit der sich die chinesischen Einwanderer in Malaya Wohlstand aufgebaut hatten, so dass sie zu Großgrundbesitzern geworden waren und das wirtschaftliche Leben in ihre Hand gebracht hatten. In dem gleichen Artikel vom Oktober 1928 für Saudara, in dem er seine Angst vor chinesischer Überfremdung zum Ausdruck brachte, empfahl er den Muslimen ihr Beispiel zur Nachahmung und brachte seine Verwunderung darüber zum Ausdruck, dass die Muslime in Fleiß, Klugheit, Wissen, Wohltätigkeit, Würde, Solidarität und Nächstenliebe den Chinesen nachstanden, obwohl sie der Koran zur Besserung anhalte. Auch lobte er die Art, wie die Chinesen ihr Geld einsetzten, um Schulen für Bedürftige zu bauen, und riet den Muslimen, sich daran ein Beispiel zu nehmen. Nachdem die Muslime schon versagt hätten, den Geboten ihrer Religion hinsichtlich der Verbreitung des Wissens zu folgen, sie außerdem weder dem europäischen noch dem japanischen Modell erfolgreich gefolgt seien, sei jetzt die Zeit gekommen, hinsichtlich der Bildung und Aufzucht der Kinder wenigstens dem Vorbild der Chinesen zu folgen.

### Arbeitsethik und Sozialdarwinismus
In der zweiten Hälfte der 1920er Jahre betonte al-Hadi in seinen Schriften immer wieder die Notwendigkeit von Bildung (pengetahuan) und Arbeit (bekerja), wobei sich daran zum Teil auch sozialdarwinistische Überlegungen anschlossen. So charakterisierte er im September 1926 in seinem Eröffnungsartikel der Zeitschrift al-Ikhwān die Gegenwart als eine „Zeit der Bildung und der Arbeit“: Jede Nation, die sich um Bildung kümmere und arbeite, werde eine herrschende Position innehaben, jedes Volk aber, das dumm und faul sei, untergehen. Notwendig sei, sich selbst um diese beiden Dinge zu kümmern und dann den eigenen Kindern von klein auf die Liebe zu ihnen zu vermitteln. Ende 1926 äußerte in seiner Antwort auf az-Za'ba: „Das diesseitige Leben ist ein Schlachtfeld, das jedem Überlegenheit und Sieg verspricht, der hart arbeitet und Wissen besitzt.“ In einem Artikel, den er im Juni 1930 veröffentlichte, versuchte er nachzuweisen, dass der Islam die Menschen zu Anstrengung und Arbeit anhalte, und zitierte dafür mehrere Koranverse. Faulenzerei, so behauptete er in dem Artikel, schade der Gesundheit und beschmutze die Seele.
Besonders stark zeigt sich al-Hadis sozialdarwinistische Ausrichtung in dem Artikel „Werden die Malaien ausgelöscht werden?“ (Adakah Kaum Melayu ini Akan Hapus?), den er im Oktober 1930 in al-Ikhwān veröffentlichte. Darin äußerte er, dass die Europäer bei der Ausbeutung ihrer Kolonien letztlich nur ihrer natürlichen Anlage folgten, der von Gott gegebenen Fitra, wie sie in Sure 30:30 beschrieben wird. Dieser natürliche Instinkt halte sie dazu an, nach Überlegenheit zu streben. Nach Sayyid Shaykh entspricht dieses Verhalten dem von Charles Darwin beschriebenen Prinzip des Survival of the fittest: Gott habe allen Menschen den Willen eingeimpft, Fortschritte zu erzielen und Vollkommenheit zu erreichen. Wer in diesem Wettbewerb um Überlegenheit zu schwach sei, werde untergehen. Mit derartigen Aussagen, mit denen er darwinistische Theorie und den Islam in Einklang zu bringen versuchte, lieferte Sayyid Shaykh gleichzeitig eine Rechtfertigung für den kolonialen Kapitalismus.

### Erziehung und Schulwesen

#### Die Mängel der traditionellen religiösen Erziehung
Traditionelle religiöse Erziehung erfolgte bei den Malaien bis zum frühen 20. Jahrhundert vor allem in Pondoks. Ein Pondok bestand hierbei üblicherweise aus einem Surau, dem Haus des Lehrers und mehreren Holzhütten, in denen die Studenten lebten. Al-Hadi stand dieser Institution sehr kritisch gegenüber. In einem Artikel, den er im Februar 1928 in al-Ikhwān veröffentlichte, äußerte er, dass es zwar erfreulich sei, wenn sich junge Männer um religiöses Wissen bemühten, doch urteilte, dass die Pondok-Schüler von den muslimischen Gelehrten zu einer Verhaltensweise gebracht wurden, die in krassem Widerspruch zu den Lehren des Islams steht. So brachte er seine Missbilligung darüber zum Ausdruck, dass in Kedah die Pondok-Schüler von ihren Lehrern zu Begräbnissen und zu Feiern anlässlich des Prophetengeburtstags in die Dörfer geführt wurden, damit sie dort Gebete rezitierten, um anschließend mit Almosenzahlungen und der Teilnahme am Festessen entlohnt zu werden. Sayyid Shaykh äußerte in dem Artikel Zweifel, dass derartige Versammlungen, bei denen die Pondok-Schüler wie Moscheediener (lebai) in weißen Kappen auftraten, der muslimischen Gemeinschaft oder dem Land irgendeinen Nutzen brächten, und rief den Schaich al-Islām von Kedah zu einer Bekämpfung „dieser gefährlichen Versammlungen“ auf.
Im Zusammenhang mit seinen Ausführungen über den Sinn des Ritualgebets beklagte al-Hadi, dass die muslimischen Kinder von Lehrern erzogen wurden, die zwar die komplizierten Bewegungen und Haltungen des Gebets gut beherrschten und auch die Anrufungsformeln rezitieren konnten, aber nicht ihre wirkliche Bedeutung gelernt hatten. Das Gebet, so meinte er, könne nämlich nur dann die Persönlichkeit des Menschen zum Guten verändern, wenn das Gelesene und der Zweck des Gebets verstanden würden. In diesem Zusammenhang kritisierte er, dass 90 Prozent der malaiischen Muslime oder mehr den Sinn der Lesungen, die sie fünf Mal am Tag in ihren Gebeten rezitierten, nicht verstanden. Um das Problem zu überwinden, empfahl al-Hadi, dass diejenigen, die den muslimischen Kindern islamisches Wissen vermitteln, ihnen auch die Bedeutung der Lesungen erklären sollten, damit die Muslime nicht „in Rückständigkeit und Schmach“ verblieben.

#### Der Aufruf zur Gründung anglo-malaiischer Schulen
Al-Hadi war der Auffassung, dass die Muslime im Falle, dass sie sich nicht an das europäische Bildungssystem hielten, für immer rückständig bleiben würden. Schon der Artikel „Der wahre Aufschrei“ vom Oktober 1926 enthielt die Aufforderung an die Malaien, rasch Schulen für ihre Kinder zu gründen. In Anbetracht der Schwierigkeiten, mit denen Malaien konfrontiert waren, wenn sie in englische Schulen aufgenommen wurden, rief er die Malaien im Dezember 1929 in seiner Zeitung Saudara zur Gründung von anglo-malaiischen Schulen auf. Im Februar 1930 wiederholte er diesen Aufruf in al-Ikhwān. In den anglo-malaiischen Schulen sollten sowohl das Malaiische, „die Sprache der Landeskinder“, als auch das Englische, die Sprache der Kolonialherrscher und der Verwaltung, gelehrt werden. In malaiischer Sprache sollten vor allem die religiösen Lehren unterrichtet werden, wozu diese zunächst aus arabischen Quellen ins Malaiische übersetzt werden sollten. Was das Englische betraf, so sollte die Schule den Bestimmungen der Regierung für Privatschulen folgen, damit die in der Schule ausgestellten Zertifikate von der Regierung anerkannt würden.
Al-Hadi machte seinen Vorschlag vor dem Hintergrund des Scheiterns der vielen zu seiner Zeit gründeten arabischen Privatschulen in Malaya: Trotz der großen Menge an Zeit und Geld, die die Studenten für sie aufgewendet hatten, hatten sie nicht die Ziele ihrer Gründung erfüllt. Er selbst hatte ja in Singapur und in Malakka zwei Madrasas, die wieder schließen mussten. Der Hauptgrund für den Misserfolg der arabischen Schulen war seiner Auffassung nach die Schwäche ihrer Lehrer. Die arabischen Schulen konnten seiner Auffassung nach nur dann erfolgreich sein, wenn für sie hohe Ausgaben getätigt wurden, die viel höher lagen als diejenigen bei anglo-malaiischen Schulen. Hinsichtlich der zu überwindenden Schwierigkeiten bei dem neuen Projekt rief er aus: „Streiche das Wort ‚unmöglich‘, denn der Ausdruck ‚unmöglich‘ ist aus dem Wörterbuch des Fortschrittsweges der Menschen, die in ihrem Land in Freiheit und Würde leben wollen, völlig ausgerottet.“
Da Sayyid Shaykhs Aufruf bei seinem Lesepublikum nur auf wenig Widerhall stieß, schrieb er im März 1930 einen zweiten Artikel, in dem er die malaiische Eliten heftig angriff und ihnen vorwarf, der Organisation einer angemessenen Erziehung für ihre Kinder nicht genügend Aufmerksamkeit zu widmen. Sayyid Shaykh sah dieses Bildungsprojekt auch als eine Notwendigkeit für das Gelingen des malaiischen „Überlebenskampfes“ an. Im Oktober 1930 schrieb er:

„Wenn ein einheimisches Volk die gleiche Bildung hat wie die Eindringlinge, der gleichen Methode folgt, die diese Eindringlinge bei der Erziehung ihrer Kinder anwenden, sich in die gleichen Gewerbe und Berufe hineinwagt, den gleichen Schild im Kampf des Lebens verwendet, dann wird es gewiss überleben und mit den Ausländern Schritt halten“

Als Beleg dafür, dass der Islam die Gläubigen dazu aufruft, sich das Wissen fremder Nationen anzueignen, zitierte Sayyid Shaykh das überlieferte Prophetenwort: „Sucht nach Wissen, auch wenn es in China ist.“ Eine Beschränkung der Bildung auf Fiqh, wie es bei den islamischen Religionsgelehrten üblich war, betrachtete Sayyid Shaykh als absurd. Er forderte in dem Artikel, dass Studenten „jede Art von Wissen erhalten sollten, dass Muslime dazu befähige, im Leben mit anderen Menschen mitzuhalten“.
Von Tauhīd und Fiqh könne man nur dann profitieren, wenn man auch die verschiedenen anderen Arten des Wissens verstehe und schätze. Im Februar 1931 bekräftigte Sayyid Shaykh erneut seine Position und begründete die Notwendigkeit der Erlernung des Englischen damit, dass es der Schlüssel zu Wissen und Fortschritt sei.

#### Die Jawi-Schrift als Symbol islamischer Identität
Zwar setzte sich al-Hadi für die Vermittlung europäischer Bildung ein, doch meinte er auch, dass die Malaien an der Jawi-Schrift festhalten sollten, die auf der Arabischen Schrift basiert. Im September 1933 verteidigte er diese Schrift in einem Meinungsartikel als eine Stütze islamischer Identität und Kultur und als Bollwerk gegen den Kommunismus. Als Negativbeispiel verwies er auf die Situation in Java, wo die Kinder nur die von den Niederländern vermittelte Latein-Schrift kannten. Sayyid Shaykh lehnte auch die schriftliche Fixierung des Korans in lateinischer Schrift ab, mit der Begründung, dass die lateinische Schrift die arabischen Laute nicht akkurat wiedergeben könne und der Sinn der Wörter bei der Lesung durch Personen, die des Arabischen nicht mächtig seien, völlig entstellt werden könne.

### Emanzipation der Frau
Al-Hadi setzte sich in seinen Schriften auch stark für die Verbesserung der Stellung der Frau in Malaya ein.

#### Die soziale und intellektuelle Gleichwertigkeit der Frau

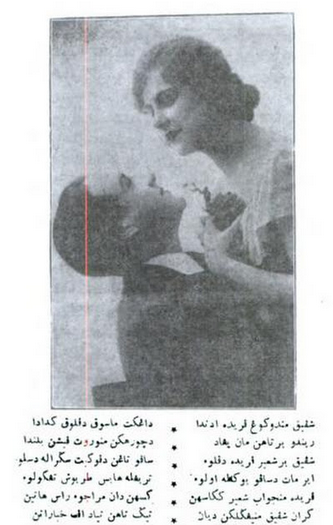
Faridah und ihr Geliebter Shafik, Photographie in dem Roman Faridah Hanum, der ein modernes Frauenbild propagierte

In seinem Buch über die Natur der Frau, das er 1930 veröffentlichte, wies al-Hadi die verbreitete traditionelle Sichtweise zurück, der zufolge Frauen Männern in Status und Intellekt unterlegen sind. Er argumentierte, dass Sure 49:13 zeige, dass Menschen unabhängig von ihrem Geschlecht die gleiche Fähigkeit haben, Gott zu erkennen, und in gleicher Weise unter seinem Gesetz rechenschaftspflichtig sind. Die Gleichwertigkeit von Mann und Frau sei auch durch den Hadith „Die Frauen sind die zweiten Hälften der Männer“ (innamā n-nisāʾ šaqāʾiq ar-riǧāl) bewiesen. Die koranische Aussage in Sure 2:228, dass die Männer eine Stufe über den Frauen stehen, bedeutete seiner Ansicht nach nicht, dass Männern höherwertig als Frauen sind. Vielmehr müsse die Aussage in dem Sinne einer Übergeordnetheit verstanden werden, so wie der Kopf höher stehe als der Magen; aber auch wenn der Kopf höher als andere Körperteile stehe, könne er ohne den Magen nicht leben. Die Degradierung der muslimischen Frauen in der Gegenwart betrachtete al-Hadi als Folge sozialer und politischer Entwicklungen innerhalb der muslimischen Gemeinschaft ab der Abbasidenzeit. Zum Beweis verwies er auf die frühislamische Zeit, in der sich Frauen seiner Auffassung nach großer Achtung erfreut und sowohl in Friedens- als auch Kriegszeiten eine bedeutende Rolle im öffentlichen Leben gespielt hatten.
Das Thema der Emanzipation der Frau spielt auch eine wichtige Rolle in dem Roman Faridah Hanum. Al-Hadi erzählt darin, dass Faridahs Vater von dem Glauben erfüllt war, dass die Frau nach dem Islam minderwertig sei, weil er unter dem Einfluss von unqualifizierten und unwissenden religiösen Lehrern stand, die Muslimen solche Dinge beibrachten. Al-Hadi weist diese Lehre zurück und betont, dass die wahre islamische Lehre über die Frau in einem völligen Gegensatz zu dem stehe, was diese unseligen religiösen Lehrer verbreitet hätten. Der Roman endet mit einem Verweis auf die Reden von Hudā Schaʿrāwī und mit einer Verurteilung solcher frauenfeindlicher Traditionen, die im Widerspruch zum Islam stehen:

„Das Unwissen der Frauen und die ihnen heute gegenüber angewendeten Gesetze in den meisten muslimischen Gesellschaften missachten die Intention und die Gebote des Islams. Grund dafür ist das Unwissen über die Intention dieser noblen Religion bei den meisten ihrer Anhänger. Es ist darauf zurückzuführen, dass diese nur den alten Bräuchen ihrer Vorfahren folgen. Ende.“

In seinen Liebesromanen stellte al-Hadi die Heldinnen allgemein als gebildete intellektuelle Frauen dar, die für ihre Rechte und ihre Position in der Gesellschaft kämpfen und auch europäische Fremdsprachen beherrschen. Nūr ul-ʿAin wird beschrieben als eine Prinzessin, die „jede Art von innerem Schmuck besitzt, von den verschiedenen Wissenschaften bis zu allerlei Unterhaltungskünsten, hochberühmten Pantun-Gedichten und den Formen der arabischen Geselligkeit, die zu jener Zeit üblich waren“. Zu dem modernen Frauenbild, das al-Hadi propagierte, gehörte auch, dass Frauen rauchen dürfen. Der Liebesroman Hikayat Taman Cinta Berahi enthält eine Abbildung von der Zigarette rauchenden Iqbal Hanum.

#### Die Notwendigkeit der Frauenbildung
Ein weiterer Bereich, dem al-Hadi viel Aufmerksamkeit widmete, ist die Frauenbildung. In seinem Buch über die Natur der Frau versuchte al-Hadi zu beweisen, dass der Islam den muslimischen Frauen das Recht auf Bildung garantiert. Dabei verwies er auf den angeblichen Hadith, wonach die Suche nach Wissen Pflicht für jeden muslimischen und jede muslimische Frau ist (ṭalab al-ʿilm farīḍa ʿalā kull muslim wa-muslima). Auch gab er zu bedenken, dass der Westen Fortschritt und Entwicklung nur deswegen erreicht hatte, weil Bildung dort in gleicher Weise Männern und Frauen vermittelt wurde. Al-Hadi forderte auch, dass Muslime im Allgemeinen und Malaien im Besonderen aufhören müssten, ungebildete und unwissende Frauen zu verherrlichen, weil „stupide und unwissende Mütter, deren Wissen auf Schlafzimmer und Küche beschränkt ist, keine guten und siegreichen Kinder hervorbringen können.“ Ängste, dass Wissen den guten Charakter von Frauen verderbe, wies er zurück.
Im Oktober 1930 betonte al-Hadi in einem Artikel seiner Zeitschrift al-Ikhwān erneut, dass eine Änderung der Aufzucht der Mädchen in Malaya unbedingt notwendig sei. Diese müsse stärker auf die Entwicklung ihrer geistigen Fähigkeiten ausgerichtet sein. Hierbei argumentierte er, dass der Fortschritt einer Gemeinschaft essentiell von der Situation des Fortschritts der Frauen in dieser Gemeinschaft abhänge.
Als al-Hadi im März 1930 davon erfuhr, dass eine junge Malaiin namens Zainun bint Sulaiman, die eine Ausbildung sowohl im Malaiischen als auch im Englischen erhalten hatte und mit der Aufsicht über die Mädchenschulen im Staat Johor betraut worden war, im Begriff war, eine Frauen-Zeitschrift mit dem Titel Bulan Melayu zu gründen, schrieb er in al-Ikhwān eine begeisterte Willkommensnote, in der er ausrief:

„Frauen, Frauen, Frauen! Ihr seid die Ehre des Lebens, die Anleitung zur Güte. Ihr seid die Magier, die ihr so klug den Samen des Fortschritts und des Lebensglanzes aussät, nachdem die Männer streben, nachdem sie ihre wahre Bedeutung (von euch) erfahren haben.“

Zainun binti Sulaiman gab in einem Brief an al-Hadi ihrer Hoffnung Ausdruck, dass sein Buch Alam Perempuan denjenigen Muslimen, die den muslimischen Frauen die ihnen nach islamischer Lehre zustehenden Rechte nicht gewährten, die Augen öffnen möge.

#### Besserstellung der Frau im Eherecht
Al-Hadi befasste sich auch mit Fragen des Eherechts. So war es das Ziel des Romans Faridah Hanum zu zeigen, dass Frauen das Recht erhalten müssten, selbst ihren zukünftigen Ehemann zu wählen, und dass Zwangsheiraten aus islamischer Sicht nicht akzeptabel sind. Die Hikayat Puteri Nur ul-ʿAin sollte die Gefahren übereilter Verstoßung verdeutlichen und kritisierte die Institution der Tahlīl-Ehe, die auf Malaiisch Cina Buta („blinder Chinese“) genannt wird. Al-Hadi erklärte in dem Buch, dass Cina Buta einem Ehebruch mit Erlaubnis des Qādī gleichkomme. Im Vorwort gibt er seiner Hoffnung Ausdruck, „dass alle Dinge, die sich in dieser Geschichte ereignen, den männlichen und weiblichen Lesern zum Nutzen und zur Warnung dienen und alle Menschen, die unserer Religion angehören, dazu bringen, noch einmal die Sache zu überprüfen, die für das Leben der Verheirateten von allergrößter Bedeutung ist“.

#### Grenzen der Emanzipation
Ein Punkt, den al-Hadi nicht diskutierte, war die Erlaubnis zur Polygamie. Ibrahim bin Abu Bakr führt das darauf zurück, dass er eine Zeitlang selbst polygam lebte. In seiner Zeit in Singapur war er wahrscheinlich mit drei Frauen gleichzeitig verheiratet. Ein Bereich, in dem al-Hadi eine Überordnung des Mannes über die Frau klar befürwortete, war der Haushalt und das familiäre Leben. So akzeptierten auch die weiblichen Charaktere in den Liebesromanen, dass der Mann in der Familie als das Oberhaupt betrachtet wurde; die Frau sollte ihm gehorchen, so lange er ihr nichts befahl, was gegen die islamischen Lehren verstößt.
Auch hielt Sayyid Shaykh die Ungleichbehandlung von Frauen im islamischen Erbrecht für gerechtfertigt. In der Hikayat Faridah Hanum lässt er den Vater von Shafik Efendi, der als islamischer Modernist auftritt, eine lange Rede zur Verteidigung des islamischen Erbrechts halten, in der er erklärt, dass männliche Erben nach den islamischen Regeln deshalb doppelt so viel wie Frauen erhalten, weil sie zum finanziellen Unterhalt ihrer Frauen und weiblichen Verwandten verpflichtet sind.

## Sayyid Shaykhs Haus in Jelutong

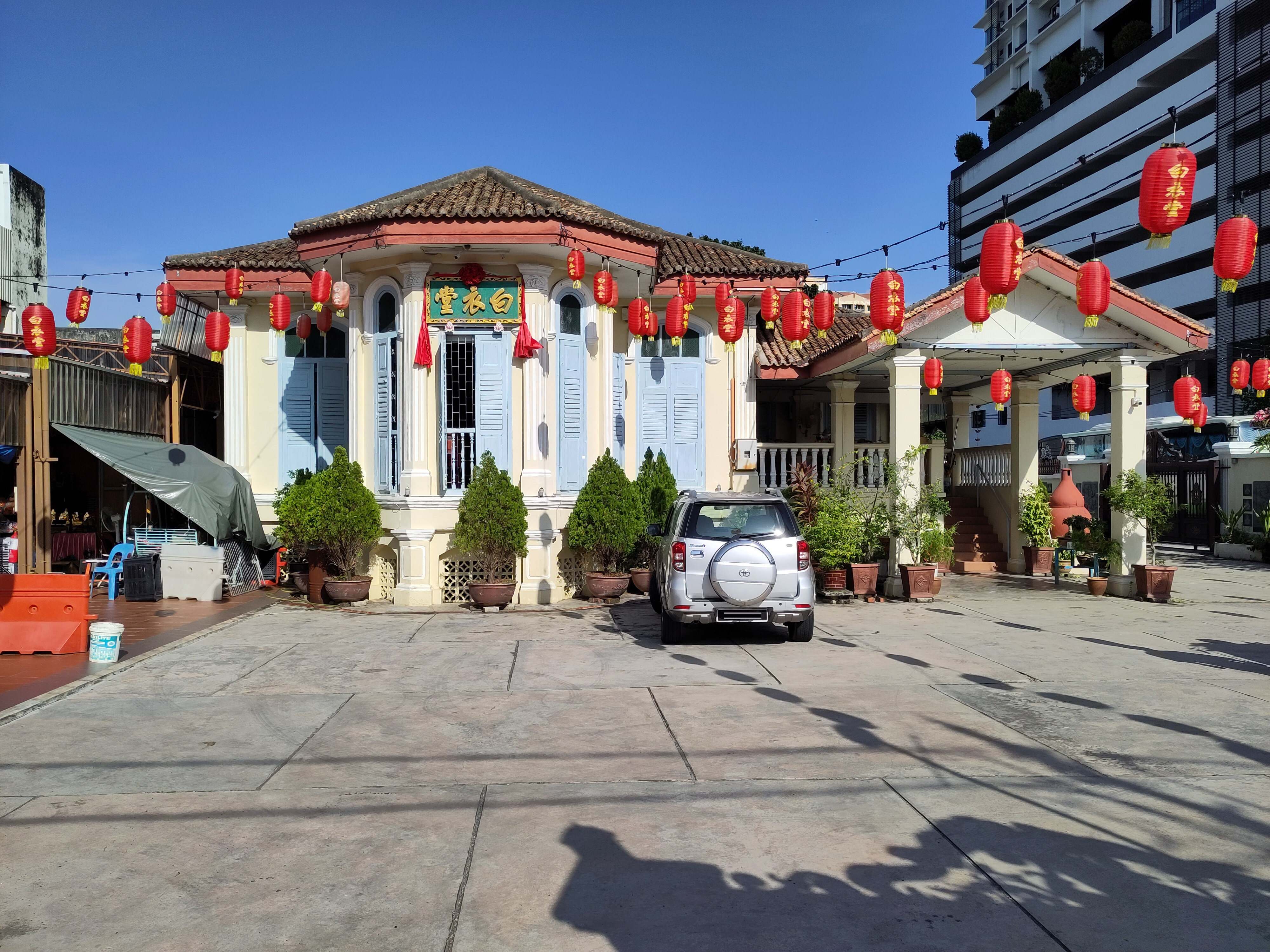
Das frühere Wohnhaus von Sayyid Shaykh al-Hadi in Jelutong, das heute der chinesisch-buddhistischen Gemeinde als Andachtsort dient

Sayyid Shaykhs Haus in der Jalan Jelutong Nr. 410, dessen Plan Sayyid Shaykh selbst entwarf, wurde nach seinem Tod von einem Chinesen erworben. Seit 1947 dient es der chinesisch-buddhistischen Gemeinde als Guanyin-Tempel. Sohaimi Abdul Aziz, Professor für Literaturwissenschaft an der Science University Malaysia, hat sich 2007 dafür ausgesprochen, das Haus zu einem Dokumentationszentrum für die malaiische Kultur auf Penang zu machen, um auf diese Weise Sayyid Shaykh al-Hadi zu würdigen.